# Chevrolet Corvette
A Chevrolet Corvette (az amerikai köznyelvben gyakran csak Vette) egy sportautó, melyet az amerikai General Motors Chevrolet alosztálya gyárt 1953 óta. A jelenleg gyártott változat a nyolcadik generáció (C8), melyet 2020-ban mutattak be. A legelső modellt, egy kétajtós kabriót 1953-ban, a New York-i Autószalonon mutatta be a General Motors, mint prototípust. A kocsi névadója Myron Scott volt, aki a kicsi, jól manőverezhető korvett hadihajó-típus után nevezte el Corvette-nek a modellt. A Corvette eredetileg a Michigan állambeli Flintben és a Missouri államban található Saint Louisban készült, jelenleg azonban Bowling Greenben, Kentuckyban gyártják. A Corvette a Kentucky nemzetközösség hivatalos sportautója.

## Modelltörténet

### Első generáció – C1 (1953–1962)

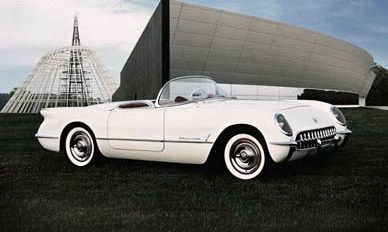
1954-es Corvette kabrió

A Corvette első generációja az 1953-as modellév végén került bemutatásra. A General Motors eredetileg csak egy prototípusnak szánta saját, rendszerint extravagáns formaterveket bemutató Motorama standjára, a New York-i Autószalonon. A modell azonban akkora érdeklődést váltott ki a látogatókból, hogy a GM úgy döntött, belefog a hivatalos gyártásba. Az első, eladásra szánt darab gyártása 1953. június 30-án kezdődött meg.
Az 1953-as modellévben 300 darab, kézzel készült, fehér színű Corvette kabrió készült el. Az első generáció tagjaira gyakran hivatkoznak "merevtengelyes modellekként" is, csak a második generációtól került független hátsó felfüggesztés az autóba.
Az 1954-es modellévtől a Corvette az addigi fehér (Polo White) mellett kék (Pennant Blue), piros (Sportsman Red) és fekete színben is rendelhető volt. Az ebben az évben elkészült 3640 darab legyártása és értékesítése is lassú folyamat volt. 1955-ben az addigi 3,9 literes, soros hathengeres Blue Flame motor mellé megjelent egy 4,3 literes, kisblokkos V8-as is, melyet felárért lehetett az autóhoz rendelni. Ez 8,5 másodperc alatt gyorsította a kocsit nulláról hatvan mérföld per órás sebességre. Mivel az 1954-es modellek közül sok nem kelt el, a General Motors 700 darabra korlátozta a gyártást az 1955-ös modellévben.

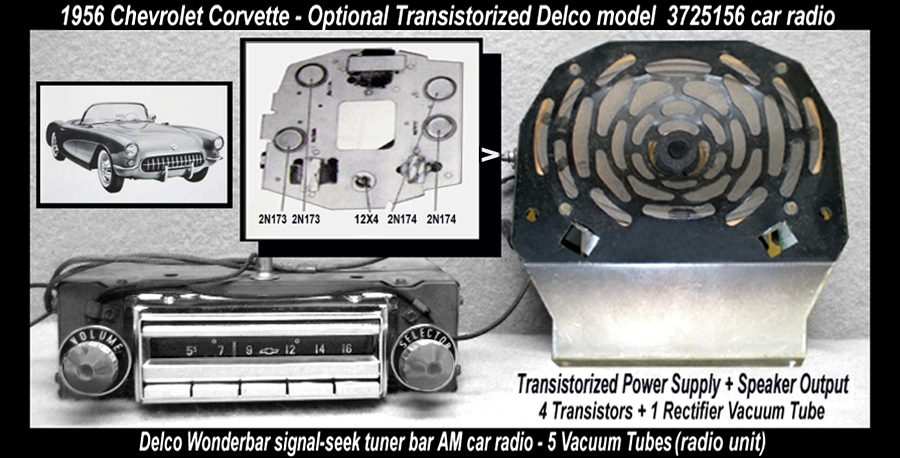
Az extraként rendelhető "hibrid" rádió

1956-ban megújult karosszériát kapott az autó, teljesen átalakult az eleje és az oldalsó burkolata, a hátuljáról pedig eltűntek a "fecskefarkak", melybe addig a hátsó lámpákat építették. Az 1957-es modellévben megjelent egy opcionálisan választható üzemanyag-befecskendező rendszer. A 4,6 literes (283 köbhüvelyk), 283 lóerős (211 kW) V8-as motor volt az egyik első sorozatgyártott motor a világon, mely elérte az 1 lóerő/köbhüvelyk arányt (1 köbhüvelyk = 16,4 cm³). A Chevrolet gyakran ki is hangsúlyozta ezt az eredményt az autót népszerűsítő sajtóanyagaiban. Az eddigiek mellett olyan extrák voltak még rendelhetők a Covette-hez, mint az elektromos ablakok, a hidraulikusan működő elektromos tető, a Delco Radio "hibrid" rádió, melyben egyaránt voltak vákuumcsövek és tranzisztorok is (1956), a nagy igénybevételre tervezett fék és futómű (1957) és a négysebességes manuális sebességváltó (1957 vége).
Az 1958-as Corvette külső és belső tere is frissítésen esett át. Ismét megújult a karosszéria eleje, mely hosszabb lett, és négy fényszóró került rá, a kipufogóvégek pedig a hátsó lökhárítón keresztül kerültek kivezetésre. Belül megújult a kormánykerék és a műszerfal is, ahol minden műszer a vezető elé került. Ezek mellett megjelent két újítás is, mely kizárólag az 1958-as modelleken volt jelen, egyik a motorháztetőn lévő bordázott légbeömlő volt, a másik pedig két hosszanti krómcsík a csomagtartófedélen. Az 1959-es 1960-as modellévek kevés változást hoztak, kevesebb lett a krómdísz a karosszérián, és erősebb darabokkal bővült a motorkínálat.
1961-ben az autó hátulja megújult, jellegzetes „kacsafarok” került rá, illetve négy kerek hátsó lámpa. Utóbbi trendet a Chevrolet egészen 2014-ig alkalmazta a Corvette modellek esetében. 1962-ben a 4,6 literes, kisblokkos V8-as motort 5,4 literesre bővítették, mely így 250 lóerő (190 kW) leadására volt képes. A listaárhoz képesti 12%-os felárért azonban ugyanez a motor kapható volt üzemanyag-befecskendező rendszerrel is, mely 360 lóerőre (270 kW) növelte a teljesítményét, ezzel a C1-es generáció leggyorsabb tagjává téve. 1962-vel befejeződött a C1-es generáció gyártása, ezzel együtt megszűnt a merevtengelyes hátsó felfüggesztés, a kizárólag kabrió változatban készülő karosszéria és a karosszéria vonalát a kocsi oldaláig követő szélvédő is. Ezek mellett a csomagtartófedél és a nyitott kialakítású, nem bukólámpás fényszóródizájn szintén évtizedekre eltűntek.

### Második generáció – C2 (1963–1967)

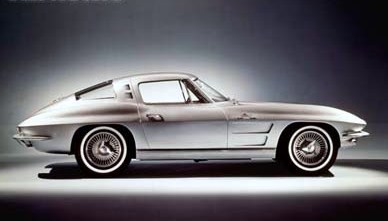
1963-as Corvette Sting Ray kupé

A második generáció volt az melynél először megjelent a Sting Ray utótag a modellnévben. Az első generációhoz hasonlóan karosszériája szintén üvegszálas elemekből épült fel, de valamelyest kisebb volt az elődjénél. Az autót Larry Shinoda tervezte, aki komoly inspirációt merített egy 1957-es, "Q Corvette" tanulmányból, amit Peter Brock és Chuck Pohlmann tervezett Bill Mitchell irányítása alatt. A másik, talán legkomolyabb ihletforrás Mitchell 1959-es sportautó-prototípusa volt, melyet "Mitchell Sting Ray"-nek is neveznek. Sok szempontból ez a prototípus áll a legközelebb a végleges C2-es Corvette-hez, bár nincs teteje és külső megjelenése is eltér a végleges autótól. Mitchell a formatervekhez egy mélytengeri horgászat során kapott ötletet, amikor kifogott egy röviduszonyú makócápát.
A C2-es Corvette gyártása 1963-ban vette kezdetét és 1967-ig folytatódott. Ez volt az első olyan generáció, mely a kabrió mellett elérhető volt kupé változatban is, utóbbin a hátsó ablak alatti részen egy jellegzetes, "csónakfaroknak" nevezett kiemelkedés volt látható, mely 1971-ben a Buick Rivierán is visszaköszönt. Az 1963-as modellek hátsó ablaka osztott volt. Utóbbi megoldásért a Corvette-projekt vezető mérnöke, Zora Arkus-Duntov sosem rajongott, mivel akadályozta a szabad kilátást, de Mitchell a karosszériadizájn egyik nagyon fontos elemének tartotta. Az új generáció jellegzetességei közé tartoztak még a bukólámpák, a motorháztetőn található légbeömlők, melyeknek nem volt funkciója, kizárólag dizájnelemként voltak jelen a karosszérián, valamint a Corvette történetében először a független hátsó felfüggesztés. A legerősebb motor 1963-ban a 360 lóerős kisblokkos volt, melyet 1964-ben különböző fejlesztésekkel 375 lóerőssé tettek. Az autóhoz felárért rendelhető volt ugyanolyan megszakító nélküli, Delcotronic elektromos gyújtás, melyet néhány 1963-as Pontiac modellhez is árultak. 1964-ben a kizárólag esztétikai célokat szolgáló légbeömlők eltűntek a motorháztetőről, ahogy Duntov kérésére az osztott hátsó ablakokat is megszüntették.

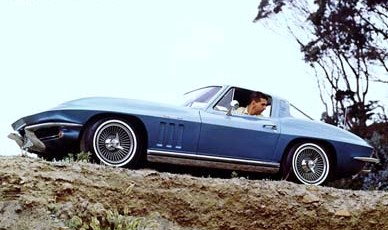
1965-ös Corvette Sting Ray kupé

1965-ben mutatták be az első négy tárcsafékes változatot, ahogy a 6,5 literes, nagyblokkos, 425 lóerős (317 kW) V8-as motort is. Ugyanettől az évtől lehetett oldalt kivezetett kipufogóvégekkel rendelni a Corvette-et. A nagyblokkos motor megjelenése lassan a Rochester üzemanyag-befecskendező rendszer kiszorulását vonta maga után a Corvette modellekből. A 6,5 literes motor felára 292,70 dollár volt, míg az injektoros 5,4 literesé 538 dollár. Egyre kevesebb vásárló volt hajlandó 245 dollárral többet költeni egy 50 lóerővel (37 kW) gyengébb motor, még akkor is, ha az gyakran 11,8 l/100 km-es fogyasztásnál is jobbat produkált autópályán és az üzemanyag-ellátását sem befolyásolta a gravitációs erő a gyors kanyarokban. 1963-ban és 1964-ben a C2 rendelhető volt Z06 versenycsomaggal, mely többek között erősebb fékbetéteket, hűtött dobféket és keményebb felfüggesztést tartalmazott. 1963-ban néhány száz kupé és mindössze egyetlen kabrió készült el úgy, hogy gyárilag tartalmazta ezt a csomagot. Mivel a nagyblokkos motorból bevezetése után mindössze néhány hónap alatt kétezerrel többet adtak el, mint üzemanyag-befecskendezősből – melyből 1965-ben mindössze 771 darab készült – a Chevrolet az 1965-ös modellév végén megszüntette ezt a változatot. 1966-ban bemutatásra került egy még nagyobb, 7,0 literes, nagyblokkos variáns. Az eddig felsoroltakon kívül a C2-es Corvette-hez olyan extrák voltak még rendelhetők, mint a Wonderbar AM-rádió, később AM-FM-rádió, teleszkópos kormánykerék és fejtámlák. A Corvette független hátsó felfüggesztését 1965-ben sikeresen alkalmazták a Chevrolet Corvair frissen bevezetett második generációjában, mely remekül megoldotta a farmotoros autó irányításbeli problémáit.

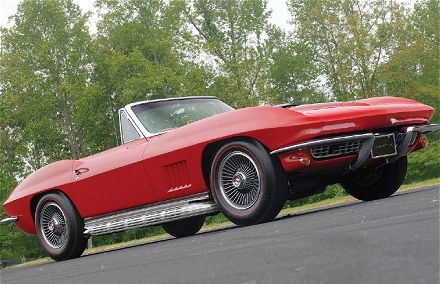
1967-es Corvette Sting Ray kabrió

1967 volt az utolsó év a második generáció számára. Ekkor átalakultak a sárvédőkön található oldalsó légbeömlők, kevesebb krómdísz került a karosszériára, a tolatólámpák pedig négyzet alakúak lettek és a rendszámtábla fölé kerültek. Egyes 1966-os Corvette-eken a tolatólámpák plusz kerek hátsólámpákként a többi mellé kerültek, így ez volt az egyetlen évjárat, mely megtörte az 1961-től 2014-ig folytatódó négy kerek hátsólámpás trendet. Szintén 1967-ben jelent meg az első L88-as motor, mely hivatalosan 430 lóerő (320 kW) leadására volt képes, de egyes nemhivatalos teszteken 560 lóerős (420 kW) vagy még nagyobb teljesítményt is mértek rajtuk. Alig több, mint húsz ilyen motor került gyárilag az autókba. 1967-től (1969-ig) a Corvette 7,0 literes, L89-es motorja kapható volt három duplatorkú Holley karburátorral szerelve (Tri-Power), mely még 368 dollárt hozzáadott a motor felárához. Mindezen változtatások ellenére a C2-es modell utolsó évében az eladások 15%-kal visszaestek, mindössze 22 940 darab talált gazdára (8504 kupé és 14 436 kabrió).
Duntov 1962 végéna Shelby Cobra sikereitől megijedve kidolgozott egy könnyű súlyú változatot a C2-ből. A General Motors úgy tervezte, hogy száz ilyen, Grand Sport névre keresztelt változatot gyárt majd, de végül csak öt készült el belőle. Ezeket olyan híres versenyzők vezették, mint Roger Penske, A. J. Foyt, Jim Hall vagy Dick Guldstrand. Ma már mindegyik darab magánkézben van, és a legkeresettebb, legértékesebb Corvette-ek közé tartoznak. A 2-es sorozatszámú darab a Simone Foundation Automotive Museumban van kiállítva, indítható, vezethető állapotban.

### Harmadik generáció – C3 (1968–1982)

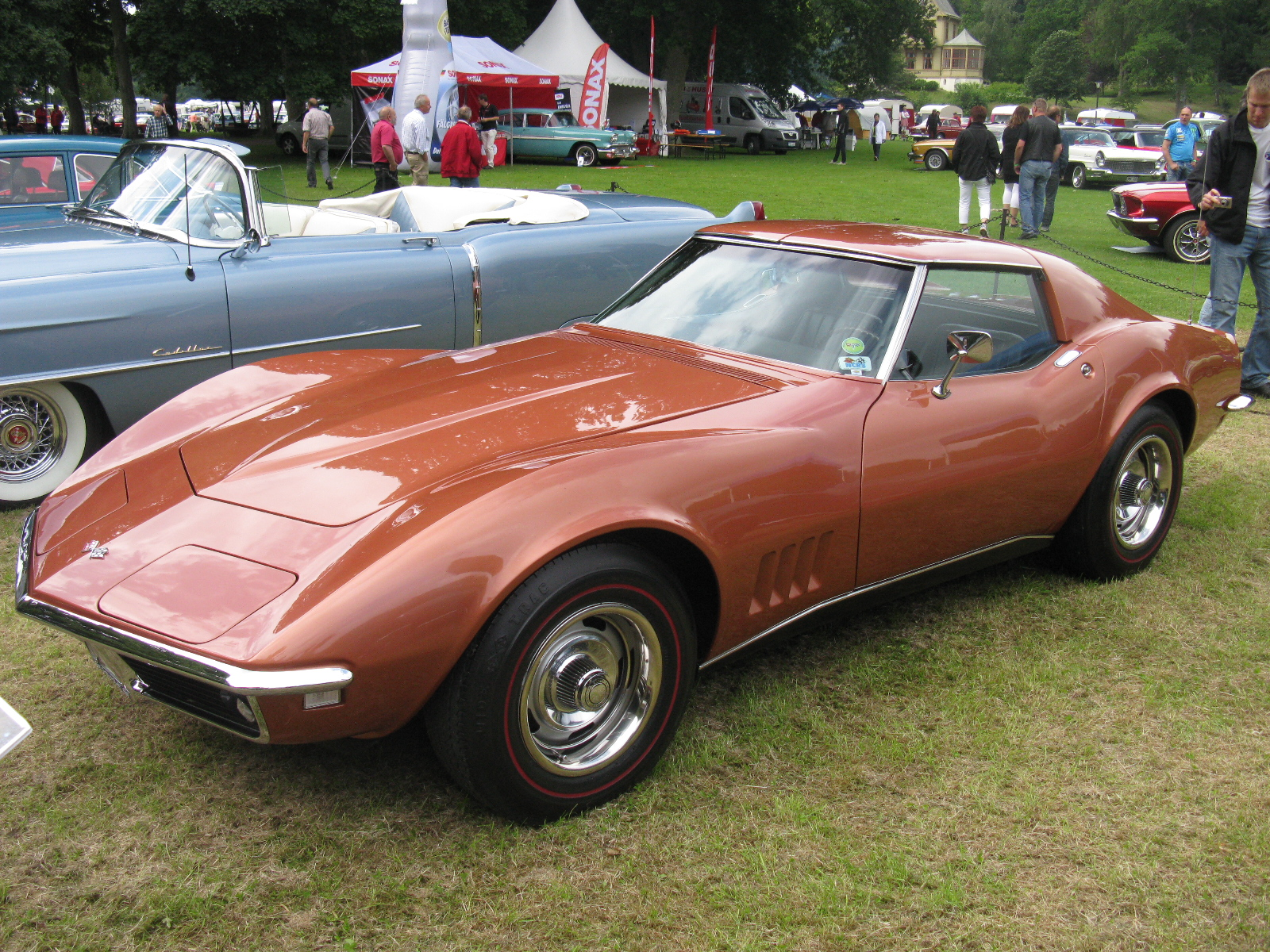
1968-as Corvette Stingray kupé

A Corvette harmadik generációja, mely alapjául a Mako Shark II tanulmányautó szolgált, az 1968-as modellévben mutatkozott be és egészen 1982-ig gyártották. Erre a változatra került először T-tető, levehető tetőpanelekkel. Ebben a generációban mutatkoztak be az olyan híres típusnevek, melyek később is visszatértek, mint például az LT-1, ZR-1, Z07 és a Collector Edition. A Corvette bemutatásának 25. évfordulójára, 1978-ban a C3-ból készült egy kéttónusú fényezéssel készült, Silver Anniversary Edition modell, illetve az Indianapolisi 500-as versenyen használt felvezetőautó replikája is megvásárolható lett. Ez volt az első alkalom, hogy egy Corvette-et alkalmaztak a híres verseny felvezetőautójaként.
A motor és a padlólemez fő elemei a C2-es generációból került átemelésre, a karosszéria és a belsőtér viszont megújult. 1969-ben az 5,4 literes erőforrás kikerült a kínálatból és az 5,7 literes lett az alapmotor, 300 lóerővel (224 kW). 1969 volt az egyetlen év, amikor a Chevrolet gyárilag felszerelt, oldalsó kivezetésű kipufogókat kínált, vagy hagyományos, hátsó kivezetésűeket, króm végekkel. A teljes mértékben alumíniumból készült ZL1-es, nagyblokkos motor is ebben az évben jelent meg, mely 430 lóerős (320 kW) teljesítmény leadására volt képes, de egyes mérések szerint az 560 lóerőt (420 kW) is elérte, és 10,89 másodperc alatt tette meg vele az autó a negyedmérföldes távot a gyorsulási teszten.
Az 1969-es modellév a C3 számára egy hosszadalmas szakszervezeti sztrájk miatt elhúzódott, ennek köszönhető, hogy az 1970-es modellekből csak 17 316 darab kelt el. 1970-ben a kisblokkos kínálat csúcsa az új, nagy kompressziójú, nagy fordulatszámokra tervezett LT-1-es lett, mely 370 lóerős (276 kW) teljesítményt adott le. A 7,0 literes nagyblokkos motort 7,4 literesre bővítették, 390 lóerős (291 kW) teljesítménnyel. A különleges, ZR-1-es csomag 1970 és 1972 között volt rendelhető a C3-hoz, mely LT-1-es motort és egyéb versenyalkatrészeket tartalmazott. Mindössze 53 ilyen darab készült.

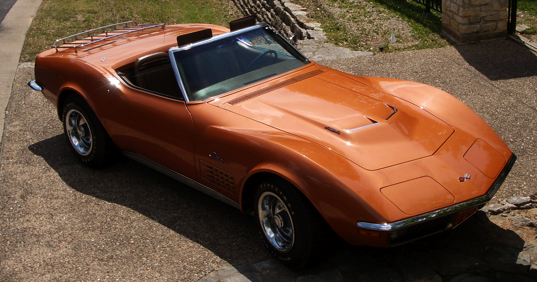
1971-es Corvette Stingray kabrió

A motorok sűrítési aránya, és így teljesítményük is alacsonyabb lett 1971-ben, hogy alacsony ólomtartalmú, kevesebb kopogásgátló adalékot tartalmazó üzemanyaggal is használhatók legyenek. Az 5,7 literes, L48-as alapmotor teljesítménye 300 lóerőről 270-re csökkent, míg a nagy teljesítményű, LT1-es erőforrás teljesítménye ad addigi 370 helyett 330 lóerő lett. Az 1972-es modellévben a General Motors is áttért az Autóipari Mérnökök Közössége (SAE) által kidolgozott SAE Net mérési módszerre, amivel névlegesen tovább csökkent a motorok teljesítményre, de reálisabb eredmények születtek, mint a korábbi módszerekkel. Az L48-as alapmotor hivatalos teljesítménye így 200 lóerő (150 kW), míg az LT1-esé 270 lóerő (200 kW) lett. Az 1974-es modelleken volt utoljára olyan dupla kipufogórendszer, ahol mindkét cső funkcionális volt, mivel 1975-től bevezetésre került a katalizátor, mely megkövetelte az ólommentes üzemanyagok használatát. Ez további teljesítménycsökkenést jelentett, a már ZQ3-nak nevezett alapmotor 165 lóerő (123 kW) leadására volt képes, az LT1-et váltó L82 pedig 205 lóerőt (153 kW) adott le, míg 7,4 literes, nagyblokkos motor gyártása befejeződött. Az 1975 utáni aprólékos teljesítménynövekedések 1980-ban tetőztek, amikor az L82-es motor 230 lóerős (172 kW) lett.
A Sting Ray név nem került használatra az 1968-as modell esetében, de a Chevrolet továbbra is gyakran így hivatkozott rá, 1969 és 1976 között azonban visszatért a név, de "Stingray" formában, egybeírva, szóköz nélkül. 1970-ben a karosszérián apró változtatások történtek, többek között a sárvédő szélesítések alakultak át, míg a belső tér is tovább finomodott. Megváltozott például az ülések dizájnja és száloptikás visszajelzők kerültek a sebességváltó kar fölé. 1973-ban a kötelező biztonsági előírások miatt "ötmérföldes" első lökhárító került a Corvette-re, melyet egy uretán burkolat takart el. Az 1973-as modellek egyedülállóak abból a szempontból, hogy elöl poliuretán borítású lökhárítóik voltak, míg hátul megmaradt a kétrészes króm lökhárító. 1974-től a hátsó lökhárítók és poliuretán burkolatúak lettek, illetve küllős kerekek sem voltak már rendelhetők az autóhoz.

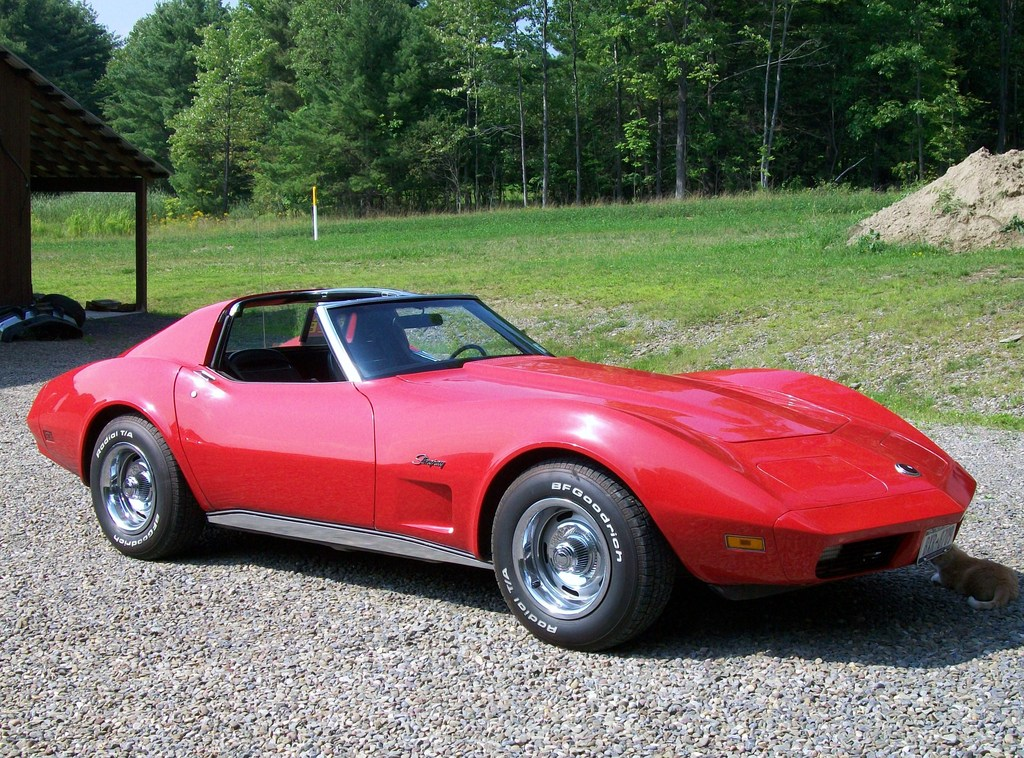
1974-es T-tetős Corvette

1975 volt az utolsó év, amikor a C3 még rendelhető volt kabrió változatban (innentől 11 évig csak kupé Corvette volt kapható). Ugyanebben az évben a Corvette-projekt vezető mérnöki posztján Dave McLellan váltotta Zora Arkus-Duntovot. 1976-tól az üvegszálas padlót acél lemezekre cserélték, mely nagyobb védelmet nyújtott a katalizátorból érkező hő ellen. 1977 volt az utolsó év, amikor a Corvette hátsó ablaka függőlegesen, a karosszéria vonalán belülre süllyesztve került beszerelésre, illetve ekkortól váltak az alapfelszereltség részévé a bőrülések, és hat év után először a fekete fényezés is visszatért.
1978-ban, a Corvette megjelenésének 25. évfordulóján a hátsó ablakok nagyobbak és döntöttek lettek, követve a kupé karosszéria vonalát, és megújult a belső, vele együtt a műszerfal is. Az évforduló alkalmából megvásárolható lett az Indianapolisi 500-as versenyen használt felvezetőautó replikája, illetve egy kéttónusú ezüst és szürke fényezéssel készülő, Silver Anniversary Edition változat, limitált példányszámban. Az 1979-es modellekben megtalálhatók voltak a felvezetőautóéhoz hasonló ülések, illetve felárért az egyedi első és hátsó spoilerek is megrendelhetők voltak hozzájuk. Ebben az évben 53 807 Corvette készült el, mellyel a C3 máig csúcstartó az összes Corvette-generáció gyártási adatait figyelembe véve. Az eladások ettől kezdve folyamatosan visszaestek. 1980-ban a C3 kisebb aerodinamikai fejlesztéseken esett át, ezzel csökkentve a légellenállási együtthatóját. Ugyanebben az évben a mérnököknek sikerült könnyebbé tenniük mind a karosszériát, mind a padlólemezt, ezzel a visszájára fordítva az elmúlt évek folyamatos súlynövekedéseit. A gyártás 1981 közepén áttevődött St. Louisból a Kentucky állambeli Bowling Greenbe és többféle kéttónusú fényezés közül is választhattak a vásárlók. 1981 volt az utolsó év egészen 1984-ig, amikor a Corvette C3 kapható volt manuális sebességváltóval. 1982-ben ismét bevezetésre került egy injektoros motor, és megjelent egy Collectors Edition (gyűjtői kiadás) modell, nyitható hátsó ablakkal.

### Negyedik generáció – C4 (1984–1996)

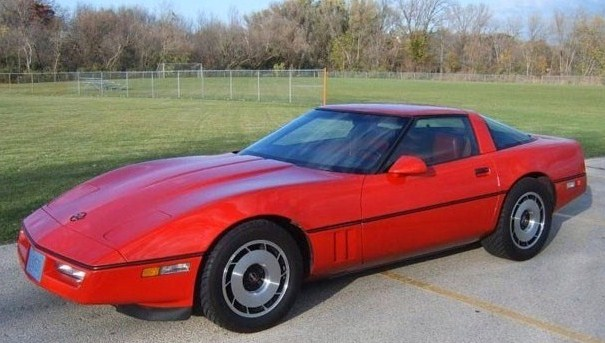
1984-es Corvette kupé

A C2 után a C4-es Corvette volt az első, amely teljes átalakításon esett át az előző generációhoz képest. A Chevrolet már az 1983-as modellév (1982 második fele) elején szerette volna elkezdeni az új generáció gyártását, de minőségbeli problémák és az alkatrészek késlekedése megakadályozta ebben. Végül mindössze 43 autó készült el a modellév végéig, melyek eredeti állapotukban nem kerültek értékesítésre. Az 1983-as modellek egy részét bezúzták, néhányat pedig átalakítottak az 1984-es modellévnek megfelelően. Egy azonban megmaradt eredeti állapotában, egy fehér fényezésű, középkék belsővel készült darab, L83-as, 205 lóerős V8-as motorral, négysebességes automata sebességváltóval szerelve. Ezt hosszas tesztelésekre és különböző módosítások kipróbálására használták, majd visszavonultatták és Bowling Green-i összeszerelő üzem ügyfélbejárójánál állították ki. Később teljes felújításon esett át és jelenleg a szintén Bowling Greenben található Nemzeti Corvette Múzeumban tekinthető meg. Az autó hivatalosan jelenleg is a General Motors tulajdona. Egy 2014. február 12-én, a múzeum alatt megnyílt víznyelő miatt majdnem elpusztult. A katasztrófában nyolc kiállítási darab veszett oda.
A negyedik generációs Corvette gyártása 1983. január 3-án kezdődött meg és márciusban vált elérhetővé a vásárlók számára, a GM ezt már az 1984-es modellévnek tekintette. Az 1984-es modell magával hozta az előző generáció 5,7 literes, V8-as motorjának öt lóerővel erősebb változatát. A kocsiba alumínium féknyergek és teljes mértékben alumíniumból készült felfüggesztés került, súlycsökkentési és merevségi szempontból. A targatető egy darabból készült és nem volt középső megerősítése, mint az előd T-tetőjének. Az új, elektronikus műszerfalon az alapfelszereltség része volt a digitális folyadékkristályos sebesség- és fordulatszámmérő. 1985-től az L98-as kódú, 230 lóerős (170 kW), hengerenkénti üzemanyag-befecskendezéses erőforrás lett az alapmotor.

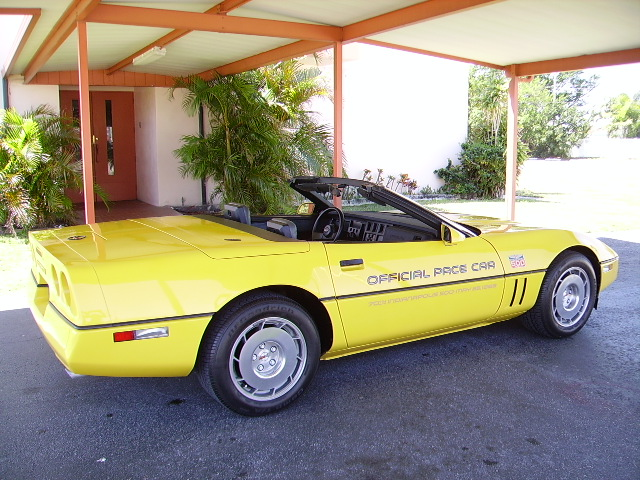
1986-os Indy 500 felvezetőautó-replika

1984 szeptembere és 1988 között a Corvette kapható volt egy Doug Nash által tervezett, úgynevezett "4+3" sebességváltóval, mely egy négysebességes manuális váltó volt, automata overdrive-val a felső három fokozatban. Ezt azért fejlesztették ki, hogy az autó jobban megfeleljen az Amerikában érvényes üzemanyag-takarékossági szabályoknak. 1981 óta ez volt az első alkalom, hogy manuális sebességváltót lehetett rendelni a kocsihoz. A váltó azonban problémásnak bizonyult, ezért 1989-ben lecserélték egy a ZF által gyártott hatsebességes manuálisra.
1986-ban megjelent a Corvette második Indianapolisi 500 felvezetőautó-változata, mely egyben az első kabrió volt 1975 óta. Bár a hivatalos felvezetőautó színe sárga volt, 1986-ban minden eladott kabrió műszerfalára felkerült az Indy 500-as embléma, színtől függetlenül. Ugyanebben az évben egy harmadik, a hagyományos féklámpáknál magasabban elhelyezett kiegészítő féklámpa is került az autó hátuljára, az amerikai biztonsági előírások miatt. 1987-ben elérhetővé vált a B2K ikerturbós változat. Ennek megrendelése esetén a Bowling Green-i gyár átküldött egy hagyományos Corvette-et a Callaway-hez, ahol átalakították azt. A B2K változat 1990 és 1991 között párhuzamosan volt kapható a ZR-1-gyel, mely később leváltotta. A korai B2K-k 345 lóerős (257 kW) teljesítményt adtak le, a későbbi változatok azonban 450 lóerő (336 kW) leadására is képesek voltak.
1988-ban a Chevrolet egy különleges kiadással ünnepelte a Corvette első bemutatásának 35. évfordulóját. Az erre az alkalomra készült autók egy különleges táblácskát kaptak, rajta a sorszámukkal, mely a sebességváltó kar mellé került felhelyezésre. Ezek a darabok mind fehér fényezéssel, belsővel és kerekekkel készültek. 1991-ben minden Corvette dizájnfrissítésen esett át, ami a karosszériát, a belsőteret és a felniket is érintette. A domború részt, mely addig kizárólag az 1990-es ZR-1 sajátossága volt, az L89-es változat is megkapta, így a drága ZR-1-es karosszériája még inkább hasonlóvá vált az alapmodellekéhez. A ZR-1 és a hagyományos modellek közti legjelentősebb megjelenésbeli különbségeket az ZR-1 szélesebb hátsókerekei és a tető hátulján elhelyezett kiegészítő féklámpa jelentette.

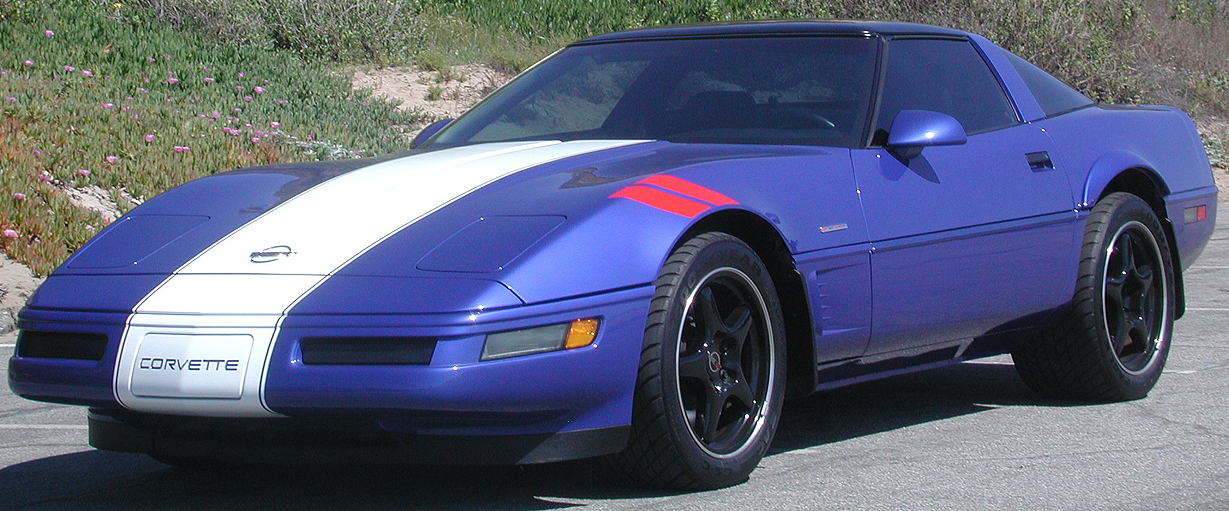
1996-os Corvette Grand Sport

1992-ben bemutatásra került a 300 lóerős (220 kW) LT1-es motor, mely 50 lóerővel (37 kW) volt erősebb, mint az 1991-es L98-as. Ebben olyan hűtőrendszert alkalmaztak, mely először a hengerfejeket hűtötte és utána a motorblokkot, ami nagyobb, 10,5:1-es sűrítési arányt tett lehetővé. Szintén az újítások közé tartozott az új, Optispark gyújtáselosztó, mely a vezérműfedélen helyezkedett el, közvetlenül a főtengely fölött. Ugyanekkor került először ASR, azaz kipörgésgátló a Corvette-be, mely a fékek használatával, a gyújtás blokkolásával és a fojtószelepek lezárásával akadályozta meg, hogy a sofőr a kipörgő kerekek miatt elveszítse uralmát az autó fölött. Ez a rendszer egy gomb segítségével kikapcsolható volt.
1993-ban, a Corvette 40. évfordulójára ismét kiadásra került egy különleges változat, emlékezetes, rubinvörös színben, egyedi, az alkalomra szóló emblémával és hímzett üléstámlákkal. Szintén ekkor jelent meg az első kulcs nélküli, távirányítós ajtónyitó rendszer, így a Corvette lett az első General Motors által gyártott kocsi, mely alkalmazta ezt a technológiát. A ZR-1 gyártása 1995-ben befejeződött, miután 6939 ilyen modell készült. 1996 volt a C4-es Corvette-generáció utolsó éve, melyben több különleges változat is megjelent, mint például a Grand Sport és a Collector Edition, valamint ODB II fedélzeti diagnosztikai rendszer került az autókba, megjelentek a defekttűrő gumiabroncsok, illetve az LT4-es motor is. A 330 lóerős (246 kW) V8-as kizárólag manuális sebességváltóval volt kapható, míg a 300 lóerős (224 kW) LT1-es Corvette-ekhez csak automata váltóval lehetett hozzájutni.
A Chevrolet 1996-ban bemutatta a Grand Sport (GS) változatot, hogy méltó módon zárja le a Corvette C4 történetét. A Grand Sport utótag utalás volt az 1963-as, ugyanilyen nevű változatra. Összesen ezer GS készült, melyek közül 810 kupé, 190 pedig kabrió volt. Ezekbe nagyteljesítményű, LT4-es V8-as motor került, 330 lóerővel (246 kW) és 460 Nm-es nyomatékkal. Kizárólag tengerészkék színben készültek, középen fehér csíkkal, fekete felnikkel és két piros csíkkal a bal első sárvédőn, a kerék fölött.

### Ötödik generáció – C5 (1997–2004)
A C5-ös Corvette gyártása 1997-ben kezdődött meg és a 2004-es modellévben ért véget. Végsebessége 181 mérföldperóra (291 km/h) volt. Az új Corvette-et a szakírók gyakran dicsérték, mondván, hogy szinte minden területen nagyot fejlődött elődeihez képest. Különösképpen a kardáncső és a hátsó sebességváltó-differenciálmű egység alkalmazását említették meg, valamint a megnövekedett strukturális merevséget és a jóval lekerekítettebb formatervet.

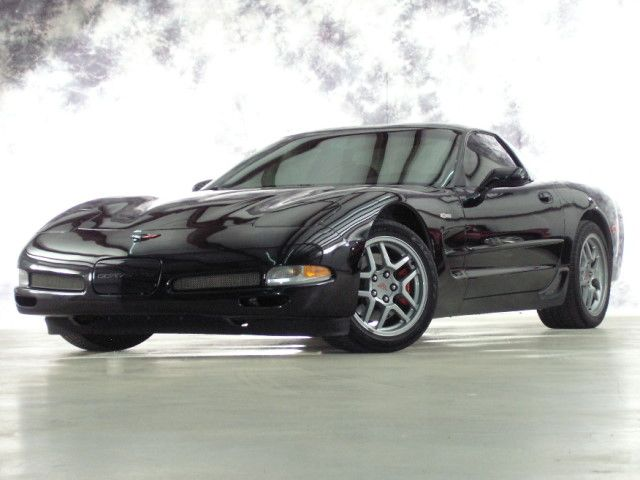
Corvette Z06 "FRC" karosszériával

Az új generációval együtt mutatkozott be a General Motors új, LS1-es kisblokkos V8-as motorja is, mely a kisblokkos motorok harmadik generációja volt, és teljes átalakításon esett át. Teljes mértékben alumíniumból készült, megszakító nélküli gyújtást és az elődökétől eltérő gyújtási sorrendet alkalmazott. Eredetileg 345 lóerős (257 kW) volt, 470 Nm-es nyomatékkal, de a 2001-es modellekben használt változat valamelyest erősebb, 350 lóerős (260 kW) lett. Az új motornak és az új, mindössze 0,29-es légellenállási együtthatóval rendelkező karosszériának köszönhetően autópályán a Corvette fogyasztása akár 8,4 l/100 km-re is lecsökkenhetett.
A C5 eleinte csak kupé karosszériával volt kapható, annak ellenére, hogy a padlólemez a kezdetektől fogva a kabrió változathoz lett tervezve, mely végül csak 1998-ban jelent meg a piacon. 1999-ben ezt követte a fixtetős (FRC) változat, levehető targatető nélkül. Eleinte felmerültek olyan tervek, hogy az FRC lesz a Corvette-kínálat legolcsóbb, legszerényebben felszerelt tagja, melybe V6-os motor kerül majd, ez azonban nem valósult meg, és az autó hasonló felszereltséget kapott, mint a többi modell. Az FRC megjelenése fektette le az alapköveket a Z06-os csúcsváltozat visszatéréséhez. Legutóbb 1963-ban volt ilyen nevű, versenyre felkészített változata a Corvette-nek.
A legnagyobb teljesítményű, Z06-os modellek megjelenésével a hagyományos FRC kikerült a kínálatból. Ahelyett, hogy a C4 ZR-1-esben is használt, dupla vezérműtengelyes motort kapta volna meg, a Z06-ba egy könnyebb, 385 lóerős (287 kW) LS6-os erőforrás került, mely az LS1 továbbfejlesztett változata volt. Az autó a merevebb, fixtetős karosszériát kapta, ez és az erősebb fékek kiváló kezelhetőséget biztosítottak neki. Az előbb felsoroltak, és az olyan anyagok használata, mint a titán kipufogórendszer vagy a szénszálas motorháztető további súlycsökkenést és jobb menettulajdonságokat jelentettek. 2002-ben az LS6-os motor kisebb átalakításon esett át, aminek köszönhetően 405 lóerős (302 kW) lett. Bár a C4 ZR-1-es Corvette teljesítménye is ugyanekkora volt, a C5 Z06 merevebb karosszériája, jobb felfüggesztése és fékei, valamint kisebb súlya miatt gyorsabb volt.

### Hatodik generáció – C6 (2005–2013)

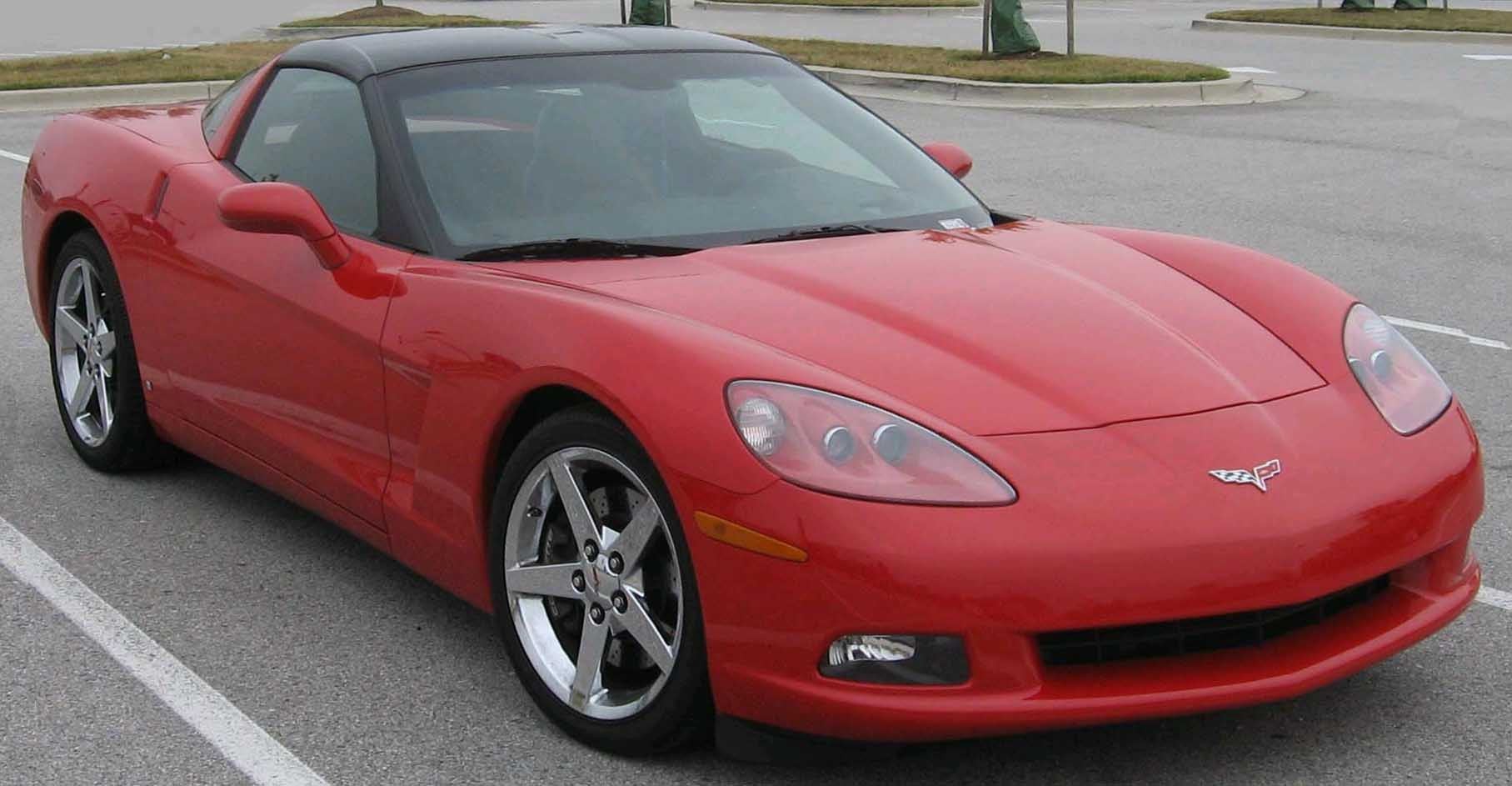
Corvette C6 kupé

A C6 megtartotta a C5 orrmotoros felépítését, hátsó sebességváltó-differenciálmű egységgel, de ezen kívül teljesen megújult. Többek között új karosszériát kapott, melyben a fényszórók hagyományos kialakításúak voltak, az 1963 óta használt bukólámpások helyett, nagyobb lett az utastér, új, 6,0 literes motort kapott, és megváltozott a futóműgeometria is. Tengelytávja nagyobb volt, mint a C5-ösé, de a karosszériája összességében rövidebb és keskenyebb lett, mint az elődé. Egyes feltételezések szerint azért, hogy az európai piacon is vonzóbbá váljon a modell. A 6,0 literes LS2 V8-as 400 lóerős (300 kW) teljesítmény leadására volt képes, 6000-es fordulatszámon, csúcsnyomatéka pedig 540 Nm volt, 4400-as fordulaton. Ez a motor 4,2 másodperc alatt gyorsította az autót nulláról hatvan mérföldperórás sebességre, 190 mérföldperórás (310 km/h) végsebességet adva neki.
Ez a generáció nem örökölte a C5-ös Corvette-ek viszonylag alacsony fogyasztását, annak ellenére, hogy légellenállási együtthatója mindössze 0,28 volt, és súlya is viszonylag kicsi volt. Városi körülmények között 14,7 litert, autópályán pedig 9 litert fogyasztott száz kilométer alatt, mind automata, mint manuális sebességváltóval. Mint 1989 óta minden manuális váltós Corvette-be, a C6-ba is bekerült a CAGS-rendszer (számítógép segítette fokozatválasztó), mely üzemanyag-takarékossági célból, tartósan alacsonyabb sebességgel való haladásnál a többi fokozat blokkolásával arra késztette a vezetőt, hogy egyesből rögtön négyes fokozatba váltson. Ez segített a C6-osnak elkerülni a nagy fogyasztású autókra kivetett különadót.
Az új Z06-os 2005 harmadik negyedévében jelent meg, mint 2006-os modell, melybe LS7 kódnevű, kisblokkos 7,0 literes motor került. Ez a valaha volt legnagyobb hengerűrtartalmú kisblokkos motor, melyet a General Motors valaha készített. Hivatalos teljesítménye 505 lóerő (377 kW) volt, amivel 3,7 másodperc alatt gyorsította az autót nulláról hatvan mérföldperórára. A Z06 végsebessége 198 mérföldperóra (319 km/h) volt.
2008-ban a Corvette egy kisebb frissítésen esett át, mely során bemutatták az új LS3-as motort, 6,2 literes hengerűrtartalommal, 430 lóerővel (321 kW) és 575 Nm-es nyomatékkal. Az autóhoz rendelhető feláras sportkipufogó további hat lóerőt és öt Nm-nyi nyomatékot jelentett. A hatsebességes manuális sebességváltó átalakított rudazatot kapott, mely 4,0 másodperces nulláról hatvan mérföldperórára való gyorsulást biztosított az ilyen motorral szerelt példányoknak. A gyorsabb váltásokra hangolt automata váltó szintén képes volt elérni ezt a gyorsulást, ezzel maga mögé utasítva minden addigi automata váltós Corvette-et. Megújult a belső is, melyhez rendelhető volt egy 4LT jelű csomag, teljes bőrözéssel. Emellett új, ötküllős felniket kapott az autó.

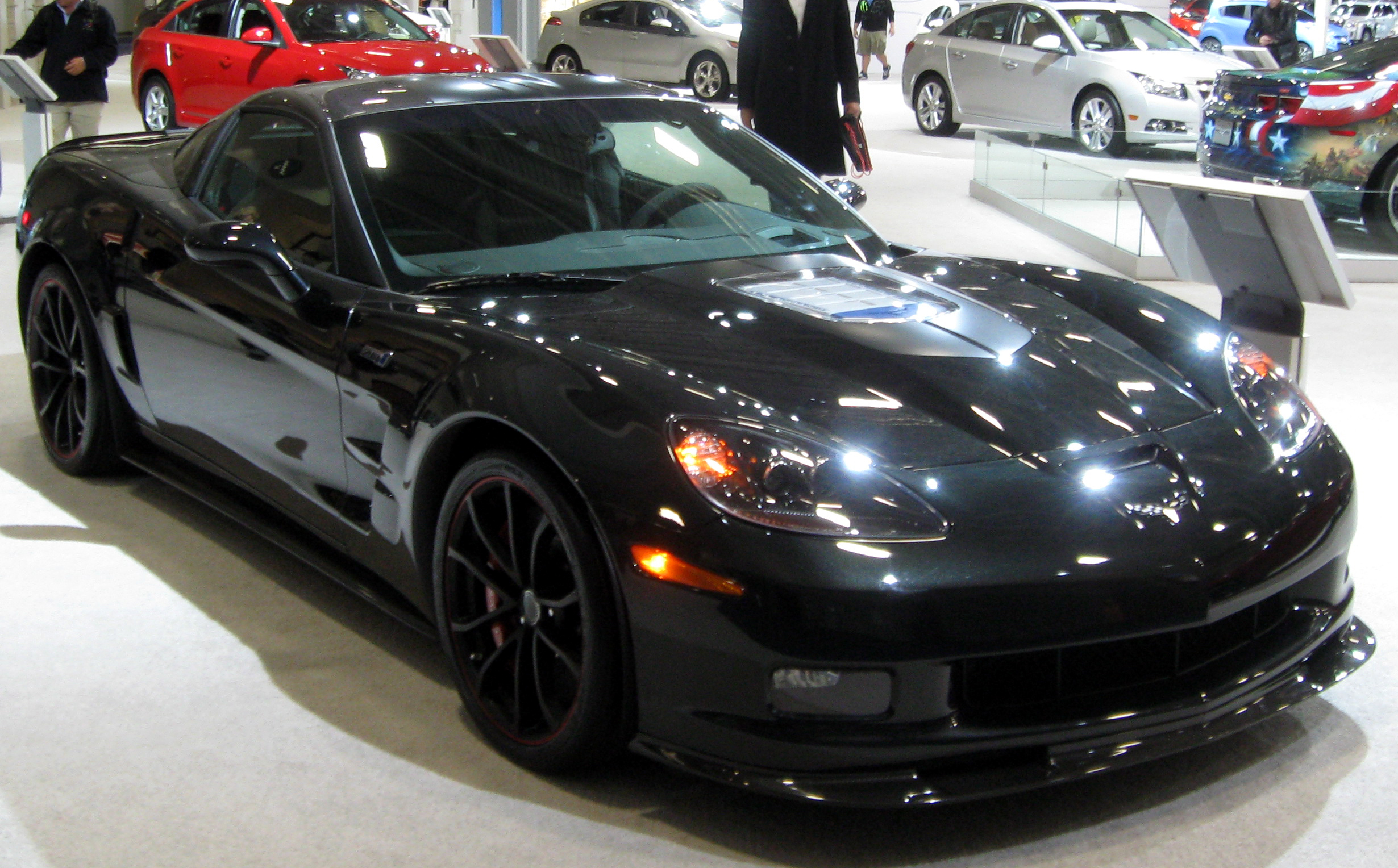
2012-es Corvette ZR1

A ZR-1 érkezését 2007 decemberében jelentette be a General Motors egy sajtóközleményben. Azt is közölték, hogy a célként kitűzött literenkénti száz lóerős teljesítményt is sikerült elérniük az új, LS9-es motorral, mely egy 6,2 literes, Eaton kompresszoros egység volt 638 lóerős (476 kW) csúcsteljesítménnyel és 819 Nm-es nyomatékkal. Ez volt az addigi legerősebb motor, mely egy General Motors által gyártott sportautóba került. A ZR-1-es Corvette végsebessége 205 mérföldperóra (330 km/h) volt.
A legendás Grand Sport név 2010-ben tért vissza a Corvette kínálatába, mint egy teljesen új modellváltozat, a Z51 helyett. Alapvetően ez egy LS3-felszereltségű Z06-os volt, alumínium helyett acélvázzal. Több jellegzetességet is átvett a Z06-tól, például a széles karosszériát, a 18x9,5 és 19x12 colos kerekeket, a szárazteknős kenési rendszert (kizárólag a manuális sebességváltós kupék esetében), az elöl hat-, hátul négydugattyús fékeket és az erősebb felfüggesztést. A manuális sebességváltóval szerelt Grand Sport kupé modellek továbbfejlesztett LS3 motorokat kaptak, a Z06-oséhoz hasonló, kézzel készült kovácsoltvas főtengellyel és szárazteknős kenéssel. Emellett az első három sebességi fokozat rövidebb lett a gyorsabb gázreakció és a jobb gyorsulás érdekében. Rajtprogram is került az autóba, ami elősegítette a kevesebb mint négy másodperces nulláról hatvan mérföldperóra való gyorsulást. A hivatalos mérések szerint a Grand Sport 9 liter üzemanyagot fogyasztott száz kilométeren, autópályán.
A 2011-es modellév kezdetétől a ZR-1 és Z06-os Corvette-ek vásárlóinak lehetősége nyílt arra, hogy részt vegyenek az autójukba kerülő motor összeszerelésében. A "Corvette Engine Build Experience" (Corvette motorépítési élmény) program keretein belül a résztvevők egy plusz összeg befizetése után elrepülhettek a Michigan állambeli Wixomba, ahol segíthettek a dolgozóknak saját V8-as motorjuk összeszerelésében. Emellett Bowling Greenben is megtekinthették, ahogy autójuk többi része készül, majd az elkészült példányokat a Corvette-múzeumnál vehették át.
Az utolsó C6-os Corvette 2013 februárjában készült el. 2013 márciusában szövetségi nyomozás indult, miután több mint 100 ezer C6 fényszórójával kapcsolatban jelentettek hibákat.

### Hetedik generáció – C7 (2014–2020)

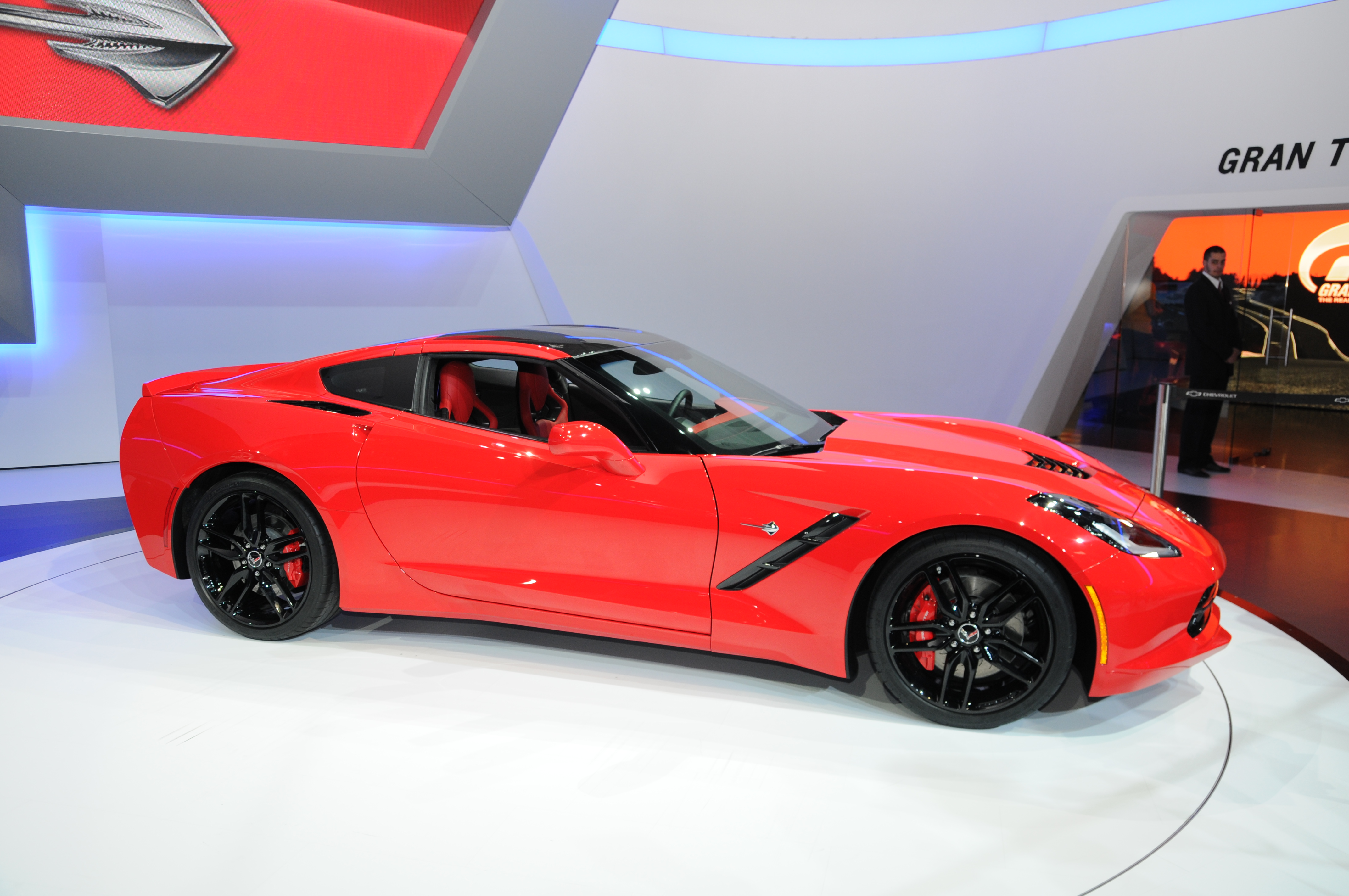
Corvette C7 a Genfi Autószalonon

A Corvette hetedik generációjának fejlesztése már 2007-ben elkezdődött, és a General Motors 2011-ben szerette volna bemutatni, de ez csak három évvel később, a 2014-es modellévben történt meg. A tervezés során középmotoros és farmotoros elrendezés is felmerült, de végül az első középmotoros, hátsókerék-hajtású változat mellett döntött a gyár, az alacsonyabb gyártási költségek miatt.
A GM termékfejlesztői és marketingesei számára a C7 tervezése és reklámozása során kiemelkedő fontossággal bírt az, hogy a Corvette-et egyre inkább az "öreg emberek játékszerének" tekintették az emberek. Egy felmérés megmutatta, hogy 2012-ben a Corvette-vásárlók 46%-a 55 évnél idősebb volt, ami jelentősen több, mint az Audi R8 22%-os és a Porsche 911 30%-os aránya ugyanezen a téren. A Chevrolet marketingosztályának vezetője, Chris Perry szerint túl sok ember gondolt úgy a Corvette-re, mint a "sikeres vízvezeték-szerelők autójára", míg a Corvette marketingmenedzsere, John Fitzpatrick így fogalmazott: "Van egy régi mondás, miszerint senki nem szeretné, ha rajtakapnák, amikor egy öregembereknek készült autót vezet, de mindenki szeretné, ha látnák, amikor egy fiatalos autót vezet." Annak érdekében, hogy ezt a sztereotípiát megtörjék, a General Motors úgy tervezte az új generációt, hogy minél inkább felkeltse a fiatalok érdeklődését. A marketingkampány része volt az is, hogy 2012 novemberében a Gran Turismo autóverseny-szimulátor ötödik részében megjelent egy álcázott C7-es Corvette. Emellett 2013-ban, az Indianapolisi 500-as versenyen ismét Corvette felvezetőautót alkalmaztak, immár 12. alkalommal.

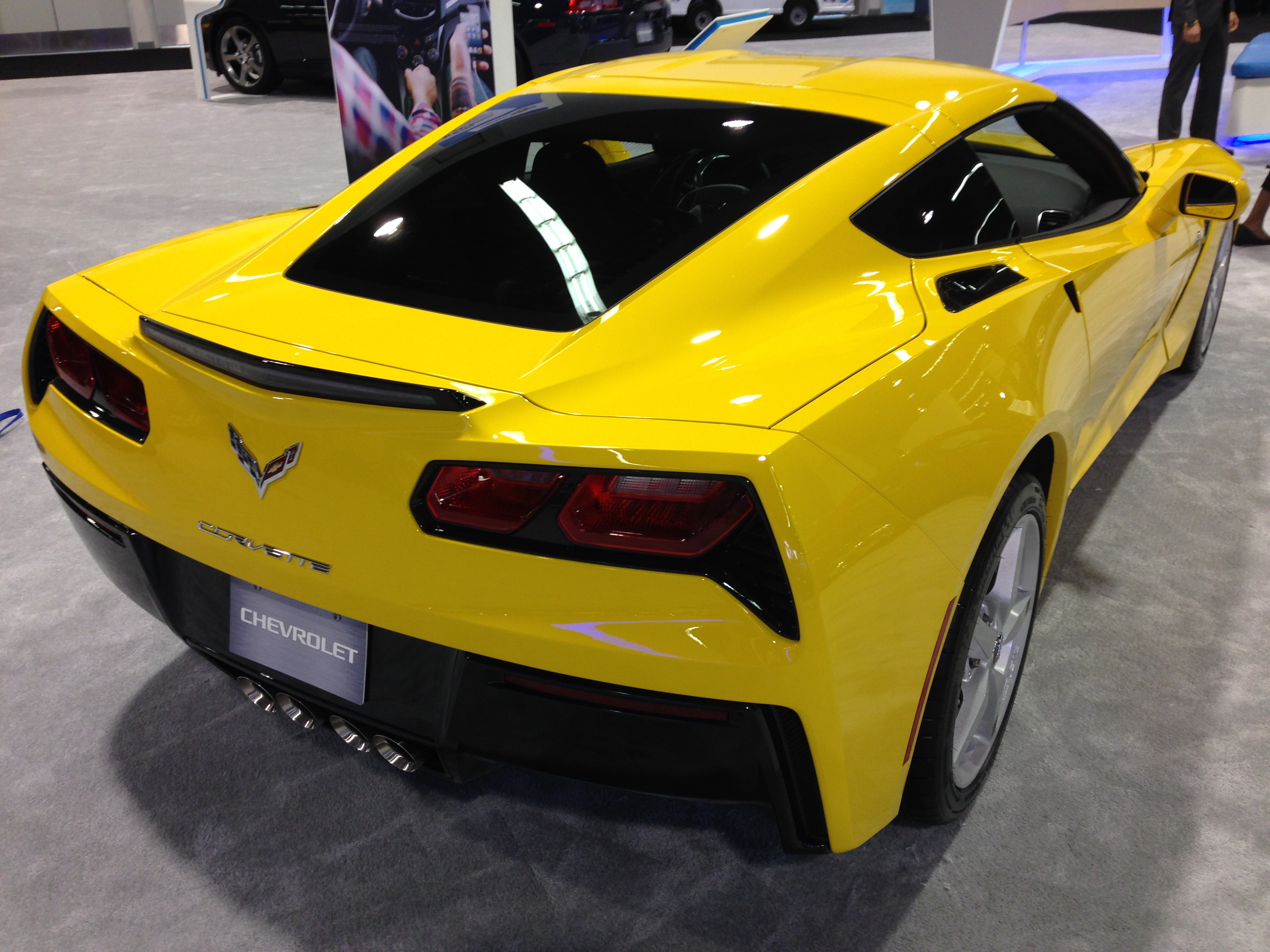
A C7 hátulja a szögletes hátsólámpákkal

Az újonnan megjelent Corvette-be a General Motors kisblokkos V8-as motorjainak ötödik generációjához tartozó, 6,2 literes LT1-es került, 455 lóerővel (339 kW), vagy 460-nal (340 kW), a feláras sportkipufogó-rendszer megrendelése esetén. Az LT1-es három olyan technológiát is tartalmaz, mely korábban soha nem fordult elő a GM V8-asaiban. Ezek a közvetlen üzemanyag-befecskendezés, a változó szelepvezérlés és aktív üzemanyag-kezelő rendszert, mely kis terhelés alatt képes leállítani a hengerek felét, ezzel csökkentve a fogyasztást. Az üzemanyag-befecskendezők a szívócsonk alatt helyezkednek el. A C7-es elődjéhez hasonlóan hátsó sebességváltó-differenciálmű egységgel rendelkezik. Megjelenésekor kétféle sebességváltóval lehetett megvásárolni, egy hétsebességes manuálissal, illetve egy hatsebességes automatával, a kormánykeréken elhelyezett váltófülekkel. A megújult belső széles ülőlapú üléseket tartalmaz, ami helyett felárért sportosabb, jobb oldaltartású darabok is kaphatók. Az új generáció érkezésére a Chevrolet a zászlós Corvette-logót is némileg átalakította, valamint 1976 óta először visszatért a Stingray elnevezezés is.
A C7 szénszálas motorháztetővel és levehető tetőpanellel készül, míg a sárvédőket, ajtókat és egyéb karosszériaelemeket továbbra is kompozit anyagból gyártják. A korábbi generációk során védjeggyé váló négy hátsó lámpás dizájn megszűnt, helyette szögletesebb féklámpák kerültek a kocsira. Az autó aljára szénszálas nano-kompozit védőlemez került, az új alumíniumkeretnek köszönhetően pedig a tengelytáv és a nyomtáv is egyaránt 25,4 mm-rel megnőtt a C6-hoz képest. A csomagtér mérete 33%-kal csökkent az elődhöz viszonyítva. A C7 súlyáról hónapokig nem nyilatkozott a General Motors annak első, 2013 januári bemutatása után. Az alumínium és egyéb könnyű súlyú anyagok nagyobb arányú alkalmazása ellenére elterjedt az az általános vélekedés, hogy az új generáció súlya nem fog jelentősen változni az előző változathoz képest. A General Motors végül 2013 augusztusában 1562 kg-os súlyról számolt be, ami nehezebb, mint az előző generációs ZR-1-ese (1508 kg), még úgy is, hogy a ZR-1 alapsúlyához hozzáadódott a kompresszor és a töltőlevegő-hűtő súlya.
A Chevrolet a 2014-es Detroiti Autószalonon bemutatta a C7 Z06 változatát, melynek 6,2 literes, alumíniumból készült LT4-es V8-as motorja 650 lóerő leadására képes. 2015-ben egy nyolcsebességes automata sebességváltó leváltotta a korábbi, hatsebességes automatát.

## Díjak, elismerések
Az évek alatt a különböző Corvette-modellek több elismerést is kaptak autósmagazinoktól és olyan szervezetektől, mint például az Autóipari Mérnökök Közössége.
- Az Automobile magazin az 1963 és 1967 között gyártott Sting Rayt a "100 legmenőbb autót" összegyűjtő listájának élére helyezte, megelőzve többek között a Dodge Viper GTS-t és a Porsche 911-et.[80] Ugyanez a magazin 2013-ban a C7-es Corvette-et az év autójának választotta.[81]
- A Sports Car International magazin az 1960-as évek ötödik legjobb sportautójának választotta a Corvette-et.
- A Hot Rod magazin 1986 márciusi számában a tíz legáhítottabb gyűjtői amerikai autói közé sorolta az 1973-74-es Corvette LS6-ot, olyan autók mellett, mint az 1968-70-es Chevelle, az 1970-es 'Cuda, az 1970-es Challenger, az 1966-67-es Fairlane, az 1968-70-es AMX, az 1970-es Camaro Z28, az 1968-70-es GTO, az 1968-69-es Charger és az 1967-68-as Mustang.[82]
- A Car and Driver olvasói tizenegyből kilencszer a Corvette-et választották a legjobb autónak, amikor a magazin lehetőséget adott nekik a szavazásra. 1971 és 1975 között minden évben a Corvette végzett az első helyen.
- A Car and Driver tizenhat alkalommal nevezte az év legjobb tesztautójának a Corvette-et, év végi évértékelőjében. A C4 1985 és 1989 között mindig az első helyen végzett, a C5 1998-ban, 1999-ben, majd 2000-től 2002-ig lett a legjobb, a C6 2005-től 2009-ig folyamatosan a legjobbnak ítélték, 2014-ben pedig a C7 is elhódította ezt a címet.
- A Motor Trend magazin 1984-ben és 1998-ban az év autójának választotta a Corvette-et.
- Az Autóipari Mérnökök Szövetsége Automotive Engineering International című kiadványában az 1999-es Corvette-et a Mercedes-Benz S500 mellett a 20. század legjobban megtervezett autójának nevezte.[83]
- A 2005-ös Corvette-et jelölték az észak-amerikai év autója címre, 2006-ban pedig a legkívánatosabb autónak választottak a kanadai év autója választáson.
- Az U.S. News & World Report[84] 2010-ben a legjobb ár-érték arányú luxus sportautónak nevezte a Corvette-et.
- Az Edmunds.com weboldal százas listáján az 1963-as Corvette Stingray a világszerte valaha gyártott 16. legjobb autónak járó elismerést gyűjtötte be. Az 1990-es ZR-1 az 50., az 1955-ös Corvette V8 a 72., a 2009-es ZR-1 pedig a 78. helyen végzett.
- A 2014-es Corvette-et jelölték az észak-amerikai év autója címre, melyet meg is nyert.

## NASA

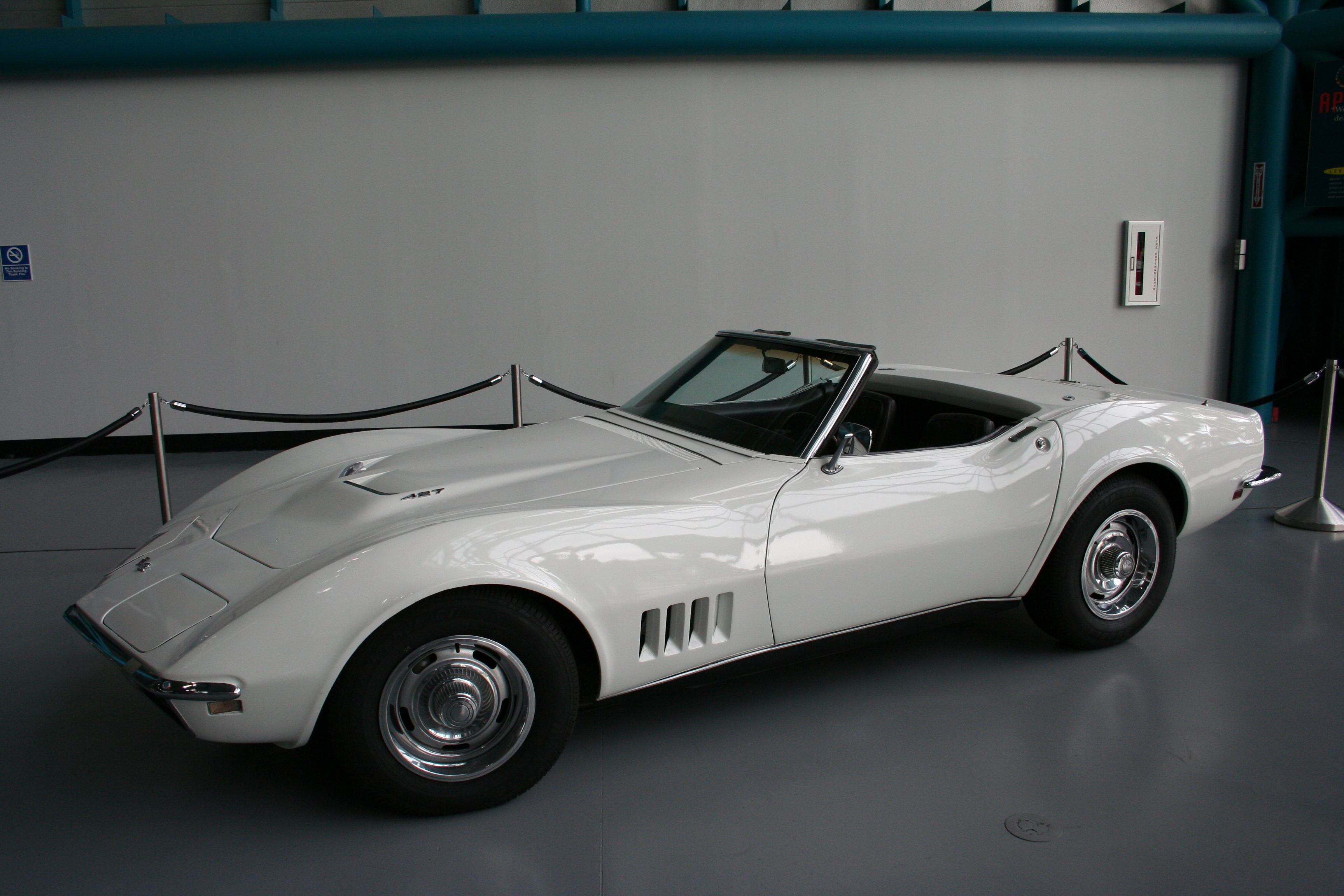
Alan Shepard egykori Corvette-je a Kennedy Űrközpontban

Alan Shepard űrhajós már hosszú ideje Corvette-tulajdonos volt, amikor a General Motors vezető mérnöke, Zora Arkus-Duntov meghívta, hogy próbáljon ki néhány sorozatgyártás előtti prototípust. A GM vezetői később megajándékozták Shepardet egy 1972-es Bill Mitchell-belsős Corvette-tel. Jim Rathmann, egy floridai Chevrolet kereső, és az 1960-as Indianapolisi 500-as verseny győztese összebarátkozott Sheparddel és két űrhajóstársával, Gus Grissommal és Gordon Cooperrel. Rathmann meggyőzte a General Motors akkor elnökét, Ed Cole-t, hogy adjanak minden űrhajósnak minden évben két-két Chevrolet modellt. A legtöbben egy családi autót választottak a feleségüknek és egy Corvette-et maguknak. A Last Man On The Moon című emlékiratában Gene Cernan leírta, hogy hogyan is működött pontosan ez a program. Az űrhajósok vadonatúj modelleket kaptak, melyeket 3000 mérföld megtétele után használtpiaci áron vehettek meg. Alan Bean elmondása szerint a Corvette-ek sorban álltak a Lyndon B. Johnson Űrközpont parkolójában, illetve Shepard és Grissom rendszeresen rendeztek egymás közt barátságos versenyeket a floridai tengerparti utakon, illetve magukon a partokon is, melyek felett a helyi rendőrség szemet hunyt. Bean szerint Shepard, Grissom és Cooper még vízisíztek is úgy, hogy Corvette-ekkel egymást húzták a sekély vízben. A versenyekről Cooper is beszélt, a Shepard halálát követő megemlékezésen, a Lyndon B. Johnson Űrközpontban, 1998-ban.

## Prototípusok
A különböző Corvette prototípusok és koncepcióautók számos Corvette-generáció alapjául szolgáltak. A legelső darab, az 1953-as EX-122 Corvette prototípus a General Motors akkori vezető tervezőjének, Harley Earlnek a nevéhez fűződik. Az autó kifejezetten a New York-i Autószalonra készült, ahol a GM Motorama standján került kiállításra, 1953. január 17-én. Ha hónappal később hivatalosan is elkezdték gyártani, mindössze néhány apró változtatással.

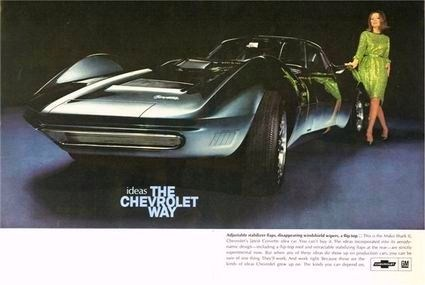
A Mako Shark II-höz tervezett reklám

Earl utódja, Bill Mitchell állt a legtöbb Corvette koncepcióautó mögött az 1960-as és 1970-es években. Az 1963-ban bemutatott második generáció (C2) is az általa megálmodott stílusjegyeket hordozta magán, melyek először az 1959-es Sting Ray Raceren mutatkoztak meg. Utóbbi először 1959. április 18-án mutatkozott be nyilvánosan, a marylandi Marlborough Raceway versenypályán. A 4,6 literes V8-as motorral szerelt, 11:1 sűrítési arányú, alumínium hengerfejes autó első versenyén a negyedik helyen végzett. Az 1960-as évet végigversenyezte a kocsi, Sting Ray néven, mielőtt 1961-ben visszavonultatták volna, hogy autóbemutatókon állítsák ki.
1961-ben készült el az XP-755 Mako Shark prototípus, melyet Larry Shinoda tervezett. A Mako Shark név magyarul röviduszonyú makócápát jelent. Az autó karosszériája a gyors cápa testéhez hasonlóan áramvonalas és csúcsos orr-résszel rendelkezik. Ez a karosszéria is szerepet játszott az 1963-as, hivatalosan kiadott Corvette végső dizájnjában.
1965-ben Mitchell átdolgozta a Mako Shark prototípus karosszériáját, mely a Mako Shark II nevet kapta. A Chevrolet a kész tervek alapján két karosszériát gyártott, melyek közül csak az egyik volt teljes mértékben funkcionális. A Mako Shark II több autóbemutatón is részt vett, és ez szolgált alapul Mitchell számára az 1968-ban megjelent C3-as Corvette megtervezésekor.
Az 1960-as évek végén készült egy Aerovette-nek nevezett, XP-882 kódnevű koncepcióautó is. Az autó középmotoros volt, keresztben elhelyezett motorral. John DeLorean kérésére az egyik ilyen darab megjelent az 1970-es New York-i Autószalonon. DeLorean 1972-ben továbbfejlesztette a prototípust, mely egy az eredetivel szinte teljesen egyforma, alumíniumötvözet karosszériát kapott. A projekt neve XP-895 "Reynolds Aluminim Car" lett. Duntov és Mitchell a Chevrolet Vegához tervezett két Wankel-motor kombinációjának segítségével létrehoztak egy négyforgótárcsás, 420 lóerős (310 kW) motort az XP-895-höz, mely 1973-ban került először nyilvánosság elő. Ezt a motort 1977-ben lecserélték egy 6,6 literes, kisblokkos V8-as egységre, az autó pedig ismét megkapta az Aerovette nevet. A General Motors akkori elnöke beleegyezett, hogy az Aerovette 1980-tól gyártásba kerüljön, Mitchell azonban visszavonult, a Corvette vezető mérnöke, Dave McLellan viszont nem rajongott a középmotoros dizájnért, különösképp, hogy a középmotoros autók akkori eladási adatai meglehetősen kedvezőtlenek voltak, így végül soha nem lett valódi Chevrolet modell az Aerovette-ből.
A 2009-es Detroiti Autószalonon bemutatásra került az 1959-es Sting Ray Racer prototípus 50. évfordulójára tervezett Corvette Stingray Anniversary. Az autó az 1963-as Sting Ray és az 1968-as Stingray modellek ötvözésével jött létre. A kocsi a 2009-es Transformers: A bukottak bosszúja című filmben is megjelent, mint a Csatár autobot autó formája. Ugyanehhez a karakterhez a 2011-es Transformers 3-ban egy kabrió változat tartozott.

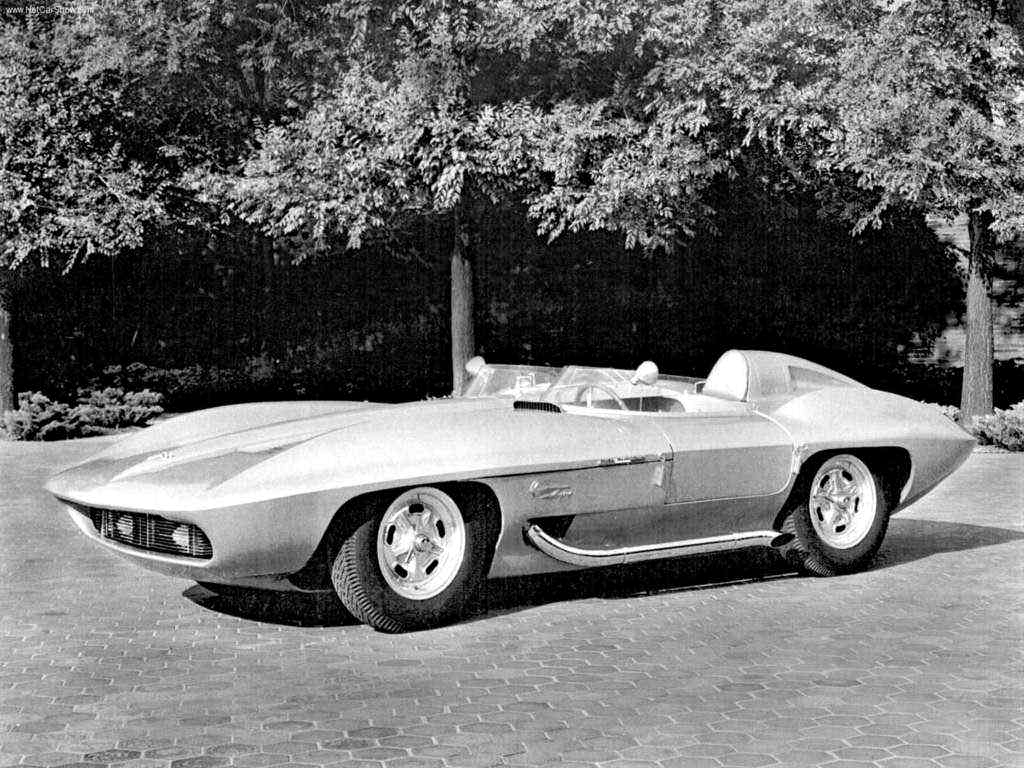
1959-es Sting Ray Racer prototípus
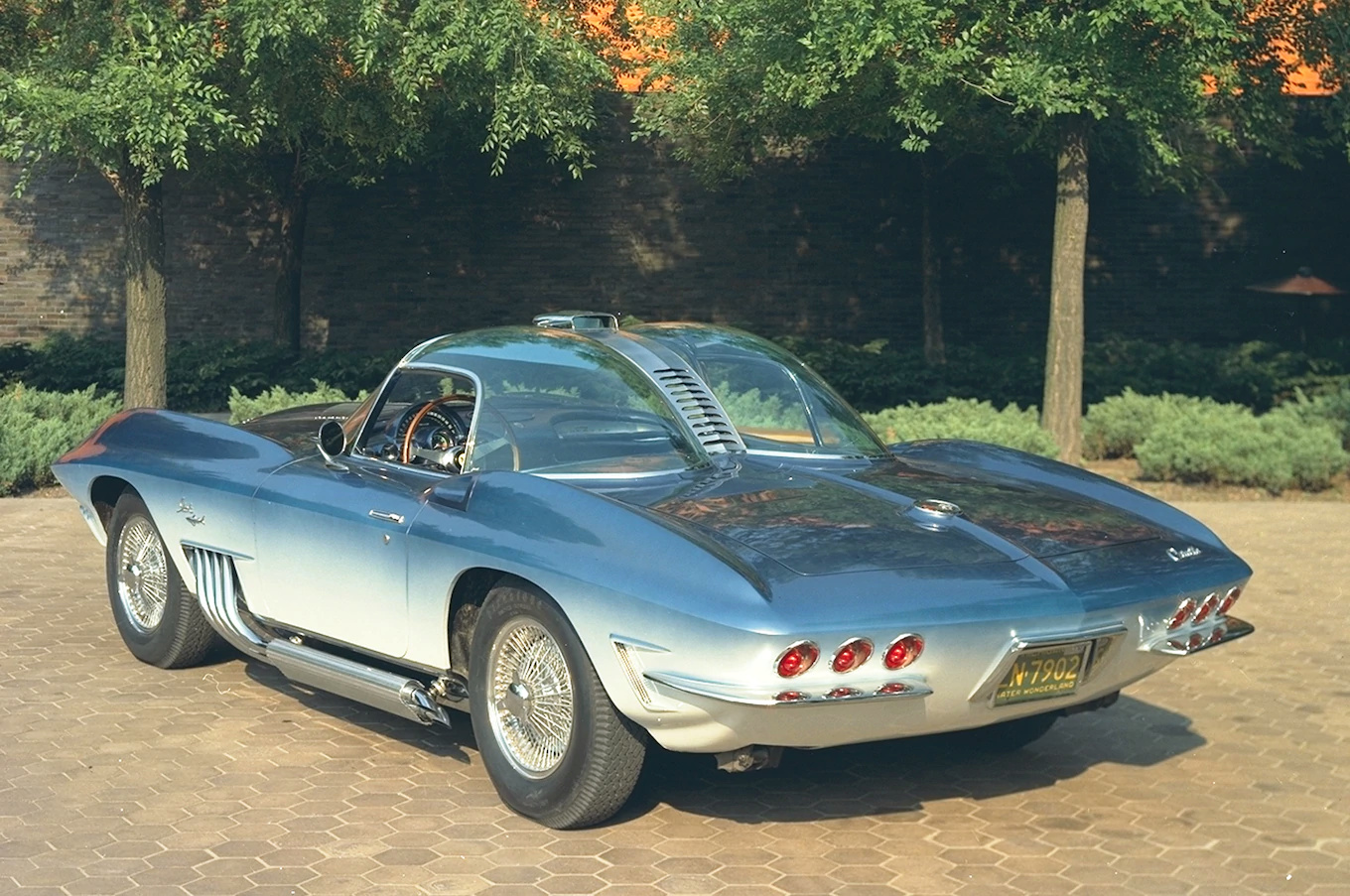
1961-es Mako Shark prototípus
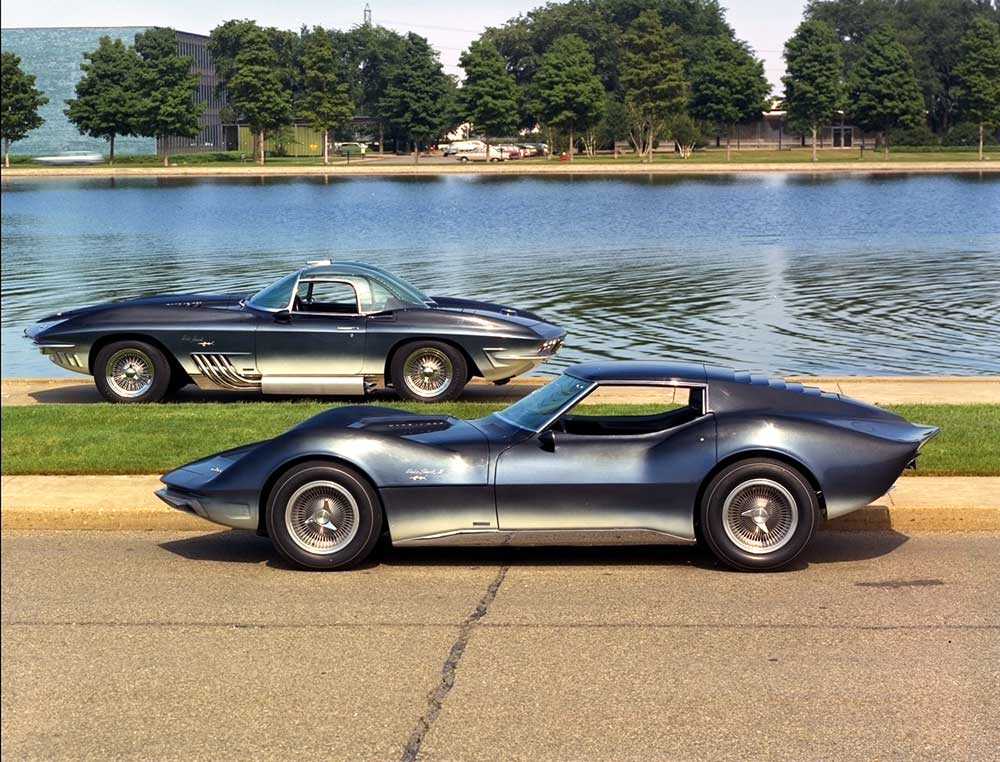
Marko Shark I és II egymás mellett
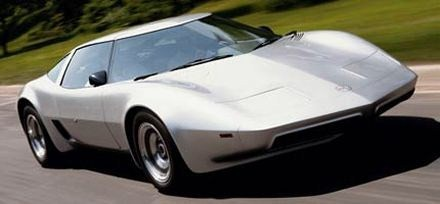
1977-es Aerovette prototípus
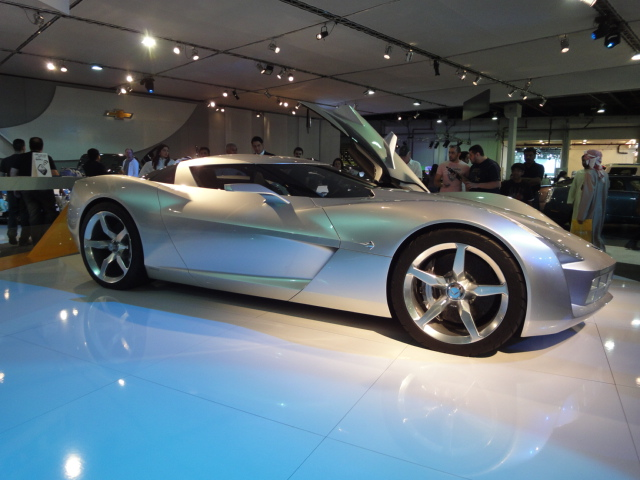
2009-es Corvette Stingray prototípus

## Gyártási adatok
Gyártási adatok 1953-tól, amikor a Corvette első generációja bemutatásra került.
|          | Év       | Darabszám | Megjegyzés |
| -------- | -------- | --- | --- |
| C1       | 1953     | 300 | Beindul az első generáció (C1) gyártása; a gyártás június 30-án veszi kezdetét; kizárólag fehér fényezés, piros belső és fekete tető színkombináció létezett; a belső kilincsek feláras extrák voltak; az oldalablakokat patentos függönyök helyettesítették. |
| C1       | 1954     | 3 640 | A gyártás áttevődik St. Louisba; megjelenik a kék, piros és fekete fényezés, valamint a bézsszínű tető; hosszabbá válnak a kipufogócsövek. |
| C1       | 1955     | 700 | Soros hathengeres és 4,3 literes V8-assal is gyártják az autót; megjelenik a háromsebességes manuális sebességváltó. |
| C1       | 1956     | 3 467 | Megjelenik az új karosszéria, le-fel húzható oldalablakokkal; csak V8-assal kapható a Corvette; a háromsebességes manuális váltó az alapfelszereltsége része lesz, az automata Powerglide lesz a feláras sebességváltó.                                       |
| C1       | 1957     | 6 339 | Megjelenik a 4,6 literes V8; az extralistára felkerül egy négysebességes manuális sebességváltó, valamint egy üzemanyag-befecskendezős motor. |
| C1       | 1958     | 9 168 | Négy fényszóró és hosszabb, megújult karosszéria; új belső, új műszerfallal, álbeömlők a motorháztetőn és krómcsíkok a csomagtartófedélen; a hűtőrács rácsainak száma 13-ról 9-re csökken.                                                                    |
| C1       | 1959     | 9 670 | Megjelenik az első fekete belsőtér, illetve egy műszerfali tárolórekesz; ez az egyetlen év, mikor türkiz tetővel lehetett rendelni az autót; az előző évben megjelent ál-légbeömlők és krómcsíkok eltűnnek az autóról.                                        |
| C1       | 1960     | 10 261 | Apró belső változtatások: vörös és kék csíkok a műszerfali emblémán, függőleges öltések az üléskárpiton. |
| C1       | 1961     | 10 939 | Új hátsórész, lökhárítókkal és kerek hátsólámpákkal. Új hűtőrács. |
| C1       | 1962     | 14 531 | Megjelenik az 5,4 literes V8-as motor; a csomagtartó utolsó éve, egészen 1998-ig. Új, fekete hűtőrács krómkerettel, króm küszöbdíszek. |
| C1       | 1963     | 21 513 | Megkezdődik a második generáció (C2) gyártása; megjelenik az első kupé karosszéria (kizárólag az első évben osztott hátsó ablakkal); a kupé drágább, mint a kabrió.                                                                                           |
| C2       | 1963     | 21 513 | Megkezdődik a második generáció (C2) gyártása; megjelenik az első kupé karosszéria (kizárólag az első évben osztott hátsó ablakkal); a kupé drágább, mint a kabrió.                                                                                           |
| 1964     | 22 229   | Az osztott hátsó ablakot egyrészes ablak váltja; eltűnnek a légbeömlők a motorháztetőről. | |
| 1965     | 23 564   | A kínálatban megjelenik egy 6,5 literes, nagyblokkos V8-as motor; az üzemanyag-befecskendezős motorok utolsó éve (1982-ig); megjelenik az oldalt kivezetett kipufogócső. Megváltoznak a gyári színek fantázianevei. A négy tárcsafékes fékrendszer első éve. | |
| 1966     | 27 720   | Bemutatkozik egy 7,0 literes, nagyblokkos V8-as motor, egyedi, domború motorháztetővel; az alapmotor egy 5,4 literes, 300 lóerős (220 kW) kisblokkos V8-as lesz. A fejtámlák, vészvillogók és a fényre sötétedő visszapillantók nem voltak az alapfelszereltség részei, de rendelhetők voltak. | |
| 1967     | 22 940   | Új, ötrácsos légbeömlők jelennek meg a sárvédőkön; megváltozik a nagyblokkos motorhoz járó motorháztetőn lévő domborulat formája; a kézifékkar a műszerfal alól a középkonzolra kerül; az ebben az évben megjelenő, 7,0 literes, háromkarburátoros változat mára igazi kuriózumnak számít a gyűjtők körében. | |
| 1968     | 28 566   | Bemutatják a Corvette harmadik generációját (C3); Új karosszéria, T-tetővel, levehető tetőpanelekkel; új belső; az előző generációból áthozott motorok; a kétsebességes automata sebességváltót egy háromsebességes Turbo Hydra-matic váltja. | |
| 1968     | 28 566   | Bemutatják a Corvette harmadik generációját (C3); Új karosszéria, T-tetővel, levehető tetőpanelekkel; új belső; az előző generációból áthozott motorok; a kétsebességes automata sebességváltót egy háromsebességes Turbo Hydra-matic váltja. | C3 |
| 1969     | 38 762   | Az 5,7 literes, kisblokkos V8 első éve; hosszabb, 1969 decemberéig tartó modellév az 1970-es modell bemutatásával való késlekedés miatt; az első lökhárítókra "Stingray" felirat kerül; új ajtókárpitok, 17 colos fekete vinil kormánykerék. | |
| 1970     | 17 316   | Az LT-1 első éve, mely ekkor 7,4 literes, nagyblokkos V8-ast jelentett; a háromsebességes manuális sebességváltó kikerült a kínálatból, helyét egy négysebességes manuális vette át, mely az alapfelszereltség része lett, a Turbo Hydra-matic automata felár nélkül választható volt minden motorhoz, kivéve az LT-1-eshez; a részlegesen önzáró differenciálmű alapfelszereltség lett; új hűtőrács került a kocsi elejére és a sárvédőkön lévő légbeömlőkre; magastámlás ülések; felárért választhatók voltak bőrülések és faberakások. | |
| 1971     | 21 801   | A motorok teljesítménye jelentősen csökken, mivel a GM vállalati rendelete szerint a Corvette-modelleknek képesnek kell lenniük alacsony oktánszámú, ólmozatlan üzemanyaggal is üzemelni, ezért csökkenteni kellett a sűrítési arányt. | |
| 1972     | 27 004   | Megváltozik a teljesítménymérés folyamata, így az eddigieknél kisebb, de a valósághoz közelebb álló teljesítményadatok kerülnek a modellkatalógusokba; az LT-1-es motor utolsó éve; első-hátsó króm lökhárítók; eltávolítható hátsó ablak. | |
| 1973     | 30 464   | "Öt mérföldperórás" első lökhárító, uretán borítással, a hátsó króm lökhárítók változatlanok maradnak; fekete hűtőrács, króm kerettel; átdolgozott légbeömlők a sárvédőkön; a radiál gumiabroncsok első éve (alapfelszereltség), új motorháztető, hátsó légbeszívóval és hangszigeteléssel; a keresztzászlós Corvette-embléma a modellév vége fleé eltűnt az üzemanyagtöltő-fedélről. | |
| 1974     | 37 502   | Hátra is "öt mérföldperórás" lökhárító került, uretán borítással; a hátsólámpák kisebbek lettek, a kipufogóvégeket a talaj felé fordították. Ez volt az egyetlen év, amikor a hátsó lökhárító két részből állt. Nem volt embléma az üzemanyagtöltő-fedélen. Alumínium hűtőrács, némileg átalakított hűtő; belső szellőzőjáratok, integrált biztonsági övek a kupéban. A valós dupla kipufogórendszer és a nagyblokkos, 7,4 literes V8-as motor utolsó éve.                                                                                | |
| 1975     | 38 465   | A katalizátor és a szimpla kipufogórendszer első éve; fekete ütközők a lökhárítóborításon kívül; átalakított belső lökhárítórendszer, egyrészes hátsó borítással; műanyag fekete hűtőrács, borostyánsárga helyzetjelző lámpák az addigi színtelenek helyett; új emblémák; a C3 kabrióváltozatának utolsó éve. | |
| 1976     | 46 558   | Az acél padlólapok első éve; eltűnnek a hideglevegő-beszívók; új könnyűfém felnik; új, egyrészes "Corvette" felirat hátul, mely az addigi különálló betűket váltotta. | |
| 1977     | 49 213   | Az 1968 óta változatlan "lapos" hátsólámpadizájn utolsó éve; 1969 óta először ismét kapható fekete színben a kocsi; átalakult a zászlós Corvette-embléma, mely a kocsi elejére az első sárvédőkre került. Új műszerfal és műszerek, univerzális GM rádió. | |
| 1978     | 46 776   | A Corvette 25. évfordulója; új, a karosszéria ferde hátú vonalát követő hátsó ablak; az évforduló alkalmából megjelenik egy különleges változat; megvásárolható az Indianapolisi 500-as verseny Corvette felvezetőautójának replikája sportülésekkel, egyedi spoilerekkel; limitált példányszámban készülő T-tetős változat, üveg panelekkel; átalakított belsőtér, új műszerekkel. | |
| 1979     | 53 807   | Sportülések (az előző év felvezetőautójából); felárért választható első-hátsó spoilerek és üvegpaneles T-tető; új belső kényelmi felszerelések; máig a legjobb év a Corvette-eladások szempontjából. | |
| 1980     | 40 614   | Könnyített anyagok, új motorháztető és első rész, új hátsólámpák. Új, a kormány által megkövetelt, 85 mérföldperóráig skálázott sebességmérő; az L82-es motor utolsó éve. | |
| 1981     | 40 606   | A gyártás áttevődik Saint Louisból Bowling Greenbe; az 5,7 liter-es V8-as motor visszatér a California modellekbe; a manuális sebességváltó utolsó éve. | |
| 1982     | 25 407   | Új, injektoros L83-as motor; új automata, ovedrive-os sebességváltó; a Collectors Edition egyedi, nyitható hátsó ablakot kínál. | |
| 1984     | 51 547   | Megkezdődik a negyedik generáció (C4) gyártása; kizárólag kupé karosszériával kapható; digitális műszerfal; megmarad az előző generáció L83-as motorja | |
| 1984     | 51 547   | Megkezdődik a negyedik generáció (C4) gyártása; kizárólag kupé karosszériával kapható; digitális műszerfal; megmarad az előző generáció L83-as motorja | C4 |
| 1985     | 39 729   | Bemutatásra kerül egy erősebb, takarékosabb L98-as motor | |
| 1986     | 35 109   | 1975 után először visszaér a kabrió karosszéria; harmadik, kiegészítő féklámpa; ABS; kulcskódos lopásgátló rendszer. | |
| 1987     | 30 632   | Callaway ikerturbós változat, GM garanciával. | |
| 1988     | 22 789   | Új kerékdizájn; teljesen fehér kupéváltozat a 35. évforduló tiszteletére. | |
| 1989     | 26 412   | Egy ZF hatsebességes manuális váltja a Doug Nash 4+3-at. | |
| 1990     | 23 646   | Bemutatkozik a ZR-1-es változat, LT5 motorral. Vezetőoldali légzsák. | |
| 1991     | 20 639   | Átalakult külső; a Callaway B2K ikerturbós utolsó éve. | |
| 1992     | 20 479   | Új LT-1-es motor váltja az L98-at; alapfelszereltséggé válik a kipörgésgátló. | |
| 1993     | 21 590   | Távirányítós, kulcs nélküli nyitás; rubinvörös egyedi változat a 40. évfordulóra. | |
| 1994     | 23 330   | Új belső, utasoldali légzsákkal. Az LT-1-es motor szekvenciális üzemanyag-befecskendezőt kap. | |
| 1995     | 20 742   | A ZR-1 utolsó éve; kisebb külső változások; Indianapolisi 500-as verseny felvezetőautó-replika. | |
| 1996     | 21 536   | Opcionális LT-4 motor, 330 lóerővel (246 kW). Collectors Edition és Grand Sport különleges változatok. Az első év OBD II diagnosztikai rendszerrel. | |
| 1997     | 9 752    | Bemutatkozik az ötödik generáció (C5); új LS1 motor; egyelőre csak kupé karosszériával kapható. | |
| 1997     | 9 752    | Bemutatkozik az ötödik generáció (C5); új LS1 motor; egyelőre csak kupé karosszériával kapható. | C5 |
| 1998     | 31 084   | Megjelenik az első kabrió C5; 1962 óta először kerül csomagtartó a kocsiba; Indianapolisi 500-as verseny felvezetőautó-replika modell; bemutatkozik a kezelhetőséget jobbá tevő Active Handling System, mint feláras extra. | |
| 1999     | 33 270   | Megjelenik egy olcsóbb, keménytetős kupé. | |
| 2000     | 33 682   | Új stílusú könnyűfém felnik. | |
| 2001     | 35 627   | A keménytetős kupéból lesz a Z06-os csúcsváltozat, új LS6-os motorral és erősebb felfüggesztéssel; az Active Handling System alapfelszerelés lesz; kis, 5 lóerős teljesítménynövekedés az alapmotornál | |
| 2002     | 35 767   | 20 lóerős teljesítménynövekedés a Z06-nál, mely így 405 lóerős lesz. | |
| 2003     | 35 469   | Az 50. évfordulóra egy különleges, rendelhető csomag jelenik meg a kupé és a kabrió változatok számára is. | |
| 2004     | 34 064   | A Le Mans-i 24 órás autóverseny alkalmából egy különleges csomag jelenik meg minden változathoz. | |
| 2005     | 37 372   | Megjelenik a hatodik generáció (C6); Új karosszéria, 1962 után először bukólámpák nélkül; nincs Z06 változat és a kabrió is késik. | |
| 2005     | 37 372   | Megjelenik a hatodik generáció (C6); Új karosszéria, 1962 után először bukólámpák nélkül; nincs Z06 változat és a kabrió is késik. | C6 |
| 2006     | 34 021   | Bemutatkozik a Z06; hatsebességes automata sebességváltó és a kormány mögött lévő váltófülek a Z06 kivételével minden modellhez elérhetők. | |
| 2007     | 40 561   | A hatsebességes automatával és váltófülekkel rendelt modellekre való várakozási idő jelentősen csökken 2006-hoz képest. | |
| 2008     | 35 310   | Enyhébb modellfrissítés; bemutatkozik az LS3; rendelhetővé válik a bőrbelső. | |
| 2009     | 16 956   | Megjelenik a ZR-1 modell; új, "Spyder" kerekek a Z06-hoz. | |
| 2010     | 12 194   | Megjelenik a Grand Sport, kupé és kabrió változatban is, leváltva a Z51-es csomagot; a rajtprogram alapfelszereltség lesz az MN6 modellekben. | |
| 2011     | 13 596   | Új kerekek a választékban; nagyobb, hűtött féktárcsák. A Z06-hoz bemutatkozik a feláras Z07 teljesítménycsomag. | |
| 2012     | 11 647   | Továbbfejlesztett belső és új gumiabroncsok az alapmodell számára. A Z06-hoz rendelhető teljes hosszúságú spoiler és szénszálas motorháztető. A ZR1 váltóáttételeit megváltoztatják az üzemanyag-takarékosság miatt. A ZR-1-hez is rendelhetővé válik a Z07 csomag, új kerekekkel. | |
| 2013     | 13 466   | Megjelenik egy 7,0 literes motorral gyártott kabrió változat, melyet mindössze 9 hónapig gyártanak. | |
| 2014     | 37 288   | Megkezdődik a hetedik generáció (C7) gyártása; Teljesen átalakult dizájn, mind a karosszéria, mind a hajtáslánc esetében. | |
| 2014     | 37 288   | Megkezdődik a hetedik generáció (C7) gyártása; Teljesen átalakult dizájn, mind a karosszéria, mind a hajtáslánc esetében. | C7 |
| 2015     | 34 240   | Bemutatkozik a C7 Z06. | |
| Összesen | Összesen | 1 595 026 | |

## A tulajdonosok demográfiája
A SEMA és az Experian Automotive felmérése szerint 2009-ben, minden generációt egybevéve mintegy 750 ezer Corvette volt forgalomban az Amerikai Egyesült Államokban. A tulajdonosok nagyjából egységesen oszlottak el az országban. A legnagyobb sűrűségben Michiganban fordultak elő, ahol ezer lakosra 3,47 Corvette jutott, a legkisebb sűrűség pedig Utah-ban (1,66), Mississippiben (1,63) és Hawaiion (1,53) volt. A Corvette-tulajdonosok 47%-a rendelkezett felsőoktatásbeli végzettséggel, ami jelentősen magasabb az akkori, 27%-os országos aránynál. Emellett 82%-uk a 40 és 69 év közötti korosztályból került ki, az átlagéletkor 53 év volt.

## Motorsport

### C5-R
A Chevrolet Corvette C5-R egy túraautó, melyet a Pratt & Miller és a General Motors közösen épített, és hosszútávú versenyeken vett részt. Az autó a Corvette ötödik generációján alapszik és kizárólag versenycélokra lett kifejlesztve. A C5-R a GT kategória domináns szereplője lett, megnyerte a Daytonai 24 órás autóversenyt, a Sebringi 12 órás autóversenyt, a Le Mans-i 24 órás autóversenyt és az Amerikai Le Mans szériát is. A kocsi 1999-ben debütált, de néhány sorozatban máig versenyeznek vele, annak ellenére, hogy már a hatodik, sőt a hetedik generációs Corvette versenyautó változata is megjelent.

### C6.R

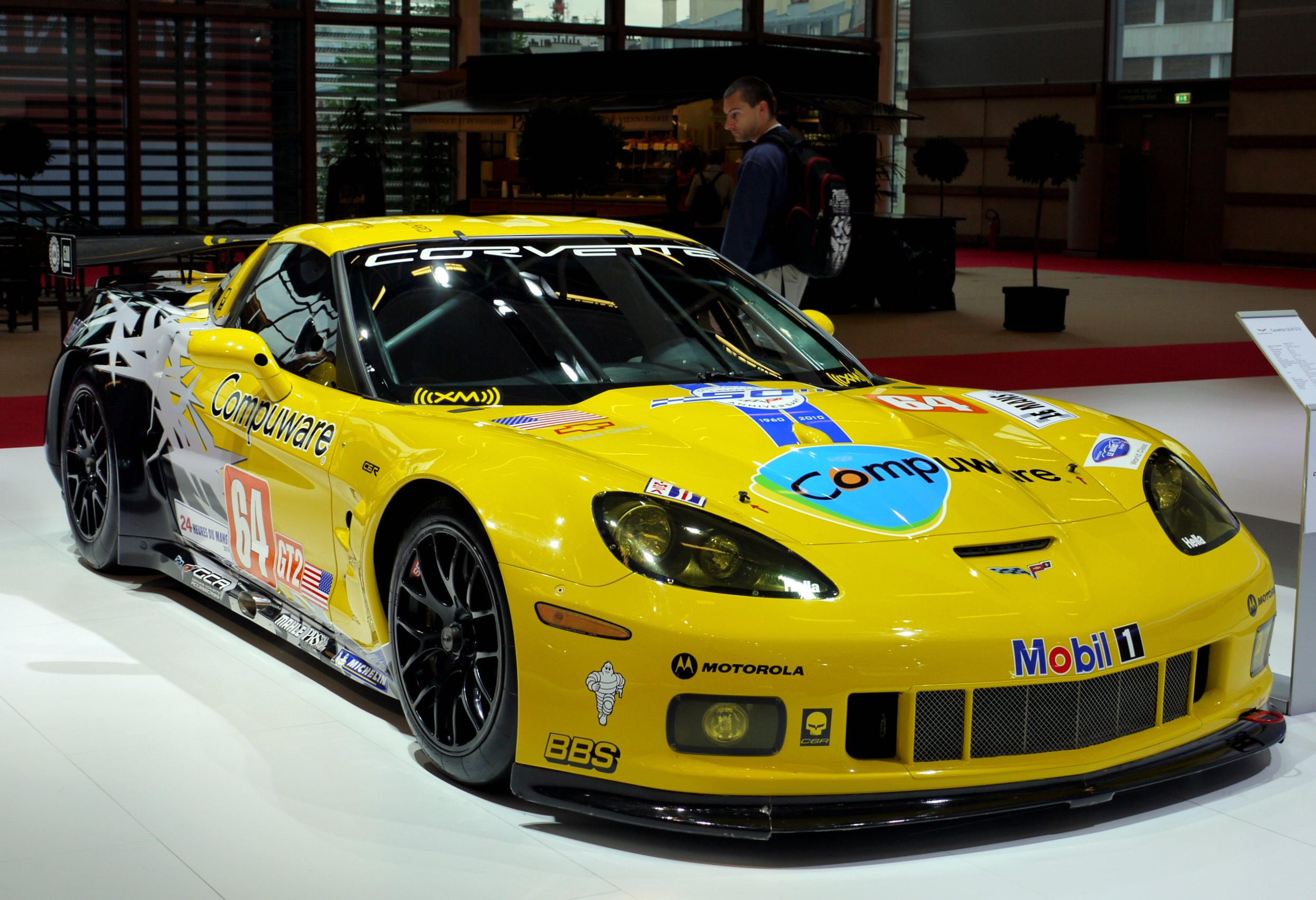
Corvette C6.R GT2 kiállítva Párizsban

2005-ben a gyári Corvette-csapat a Corvette hatodik generációjának megjelenésével egy időben elkezdte használni a C6.R GT1 (Z06) versenyautót. Néhány magánkézben lévő európai csapata még évekig használta a C5-R-t, mielőtt ők is C6.R-re váltottak volna. A C6.R kategóriájában minden versenyt megnyert 2005-ben az Amerikai Le Mans szériában, melyre nevezték. 2009 végére a C6.R sorozatban négyszer megnyerte az Amerikai Le Mans széria GT1 kategóriájának bajnoki bajnoki címét, csapat és konstruktőri szinten is (2005–2008). Emellett három kategóriagyőzelmet is begyűjtött a Le Mans-i 24 órás autóverseny LMGT1 kategóriájában (2005, 2006, 2009). A gyári GT1 utolsó hivatalos versenye éppen a 2009-es Le Mans-i 24 órás verseny volt.
Bár több magánkézben lévő csapat továbbra is használta a C6.R GT1 változatát Európában, a Corvette Racing hivatalos gyári csapat 2009 közepén úgy döntött, hogy kiszáll a haldokló GT1-es kategóriából, és a szorosabb és népszerűbb GT2 felé fordítja a figyelmét. A C6.R GT2 a ZR-1 karosszériájának módosított változatát használta, de annak kompresszoros motorját nem vette át. A GT2 kategóriában az autók közelebb állnak az adott modell személyautó változatához, így a C6.R GT2 szívómotorja gyengébb volt, mint a GT1-esé. Az autó az Amerikai Le Mans széria Mid-Ohio versenypályán rendezett futamán mutatkozott be. A 2009-es és 2010-es Amerikai Le Mans idényben is egy-egy futamgyőzelmet ért el. A Corvette Racing két C6.R GT2-t nevezett a 2010-es Le Mans-i 24 órás autóversenyre, melyek sokáig vezették is kategóriájukat, de végül nem értek célba. A 2011-es Le Mans-i 24 órás versenyen a gyári csapat ismét két autót indított a GTE Pro kategóriában, melyet a 73-as rajtszámú meg is nyert, a sokáig vezető 74-es azonban egy baleset miatt nem ért célba. A Larbre Competition csapat szintén indított egy C6.R-t a GTE Am kategóriában, mely szintén kategóriagyőztes lett. 2012-ben a Corvette Racing ismét sikeres csapattá vált az Amerikai Le Mans szériában, ahol tízből négy versenyt megnyert, ezzel első lett a pilóták, a csapatok és a konstruktőrök versenyében is. A sikert egy évvel később is sikerült megismételni, tízből öt futamgyőzelemmel.

### C7.R
2014-ben a Corvette Racing a Corvette hetedik generációjával (C7) együtt bemutatta a C7.R-t. Az autó a hivatalos bemutató előtt, a 2013-as Rolex Motorsports Reunionon már részt vett egy versenyen, majd 2014-ben nevezték a Roar before Rolex 24 órás versenyre, hogy tapasztalatokat szerezzenek a 2014-es United SportsCar Championship előtt. 2015-ben a C7.R a Daytonai 24 órás autóversenyen és a Le Mans-i 24 órás autóversenyen is kategóriagyőzelmet szerzett.

### Indianapolis 500 felvezetőautók
A Corvette 13 alkalommal volt az Indianapolisi 500-as verseny felvezetőautója. 2004 és 2008 között sorozatban ötször az aktuális Corvette modellek közül került ki a felvezetőautó, ami máig rekord. A sorozatot 2009-ben egy Camaro SS törte meg. Íme a Corvette felvezetőautók listája, és néhány adat velük kapcsolatban:
- 1978 – Az 1960-as győztes, Jim Rathmann vezette. 6502 replika készült belőle.
- 1986 – Az Amerikai Légierő híres pilótája, Chuck Yeager vezette. A 7315 elkészült kabriót mind replikának tekintették és mindegyikhez jártak matricák, melyek a vásárló kívánalmaitól függően kerültek felhelyezésre.

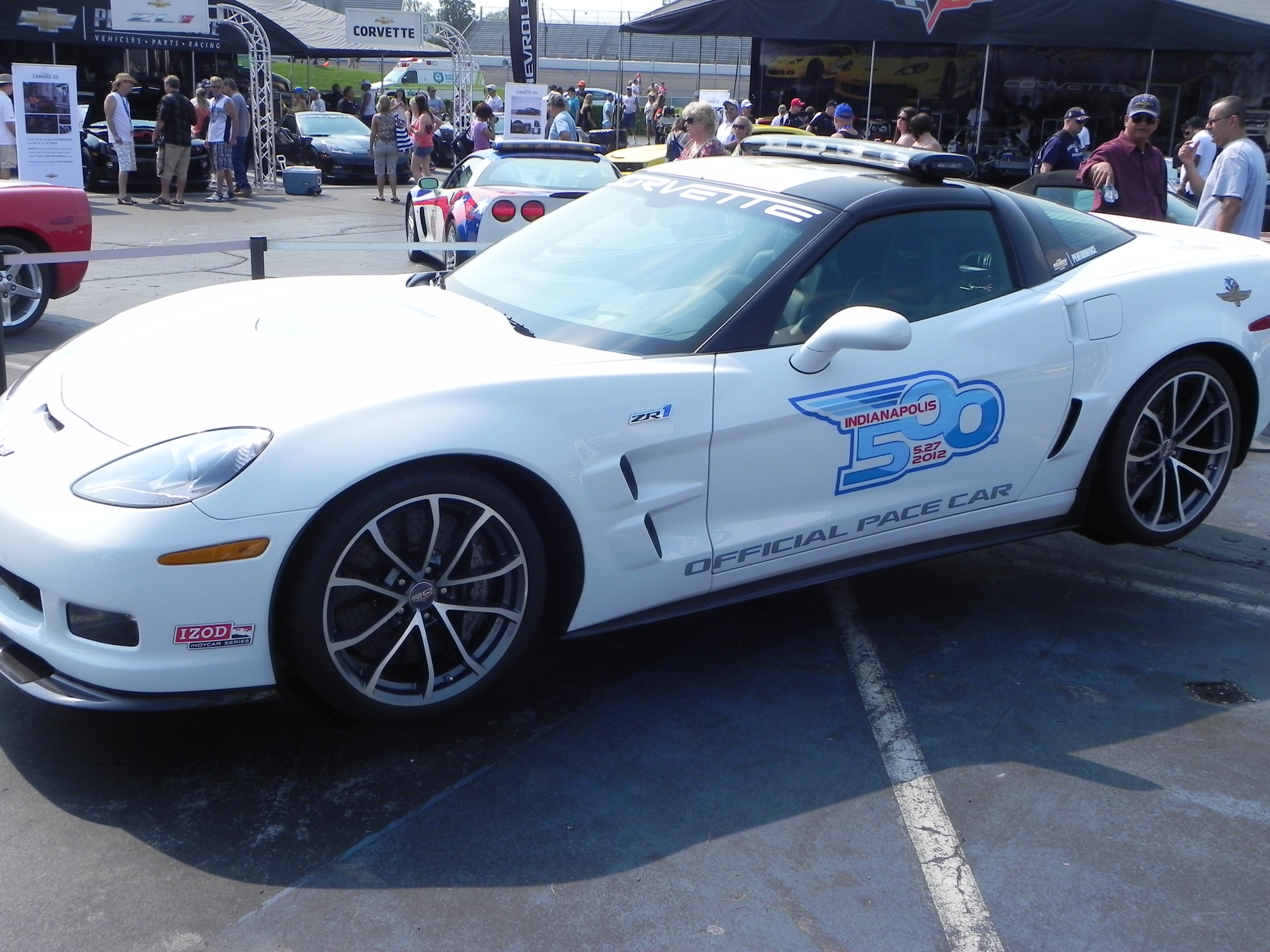
2012-es C6 ZR-1 felvezetőautó

- 1995 – A Chevrolet pénzügyi igazgatója, Jim Perkins vezette. 527 replika készült.
- 1998 – Az 1963-as győztes, Parnelli Jones vezette, mivel az eredetileg kijelölt Greg Norman golfozó egy sérülés miatt nem tudta ellátni ezt a feladatot. 1158 replika készült belőle.
- 2002 – James Caviezel színész vezette. Hivatalos replikák nem készültek belőle, de a kiegészítők megvásárolhatók voltak hozzá a kereskedésekben, körülbelül 300 ilyen csomag kelt el.
- 2004 – Morgan Freeman színész vezette. Nem készültek belőle hivatalos replikák.
- 2005 – Colin Powell generális vezette. Nem készültek belőle hivatalos replikák.
- 2006 – Lance Armstrong híres kerékpárversenyző vezette. Ez volt az első Z06-os felvezetőautó, hivatalos replikák nem készültek.
- 2007 – Patrick Dempsey színész vezette. 500 replika készült, mindegyik kabrió volt.
- 2008 – Emerson Fittipaldi vezette. 500 replika készült, kupé és kabrió is.
- 2012 – Guy Fieri vezette. Ez volt az első C6 ZR-1 felvezetőautó, replikák nem készültek belőle.
- 2013 – Jim Harbaugh vezette.
- 2015 – Jeff Gordon vezette, ez volt az első C7 Z06 felvezetőautó.

## Külső hivatkozások
- A Corvette hivatalos észak-amerikai oldala Archiválva 2016. március 13-i dátummal a Wayback Machine-ben
- A Corvette hivatalos európai oldala
- A Corvette ázsiai oldala
- A Corvette-sztori